# Ligne 3a du tramway d'Île-de-France
Vous lisez un « article de qualité » labellisé en 2011.
La ligne 3a du tramway d'Île-de-France, plus simplement nommée T3a et également appelée Tramway des Maréchaux sud ou TMS, est la première ligne de tramway circulant dans Paris intra-muros depuis 1937, marquant le retour de ce mode de transport après soixante-neuf ans d'absence. Elle est exploitée par la Régie autonome des transports parisiens (RATP).
Mise en service le 16 décembre 2006 sous le nom de ligne T3 après d'âpres débats et deux ans et demi de travaux, elle est également pour la municipalité un outil de requalification urbaine qui a permis de transformer le paysage des boulevards des Maréchaux au sud de la capitale. Située en site propre sur la chaussée de ces boulevards, du 15e au 13e arrondissement, la ligne relie alors le pont du Garigliano à la porte d'Ivry en vingt-six minutes en moyenne. Elle transporte vingt-cinq millions de voyageurs durant sa première année d'exploitation, avec en moyenne 100 000 voyageurs chaque jour de semaine et 70 000 les week-ends, chiffres en croissance constante les années suivantes.
De 2009 à 2012 sont réalisés les travaux de prolongement de la ligne vers l'est et le nord. Mis intégralement en service le 15 décembre 2012, le prolongement prend la forme de deux lignes distinctes afin d'assurer la robustesse de l'exploitation : la ligne existante est prolongée jusqu'à la porte de Vincennes et est renommée T3a le jour de l'inauguration de l'extension ; une seconde ligne, nommée T3b, relie dans sa continuité la porte de Vincennes à la porte de la Chapelle. Le prolongement de cette dernière jusqu'à la porte d'Asnières, dont les travaux ont commencé le 31 mars 2014, est mis en service le 24 novembre 2018.

Plan schématique de la ligne T3a.

## Histoire

### Chronologie
- 16 décembre 2006 : Mise en service entre Pont du Garigliano et Porte d'Ivry sous la dénomination T3
- 18 juin 2007 : Augmentation de la vitesse commerciale de 16 km/h à 18 km/h
- 15 décembre 2012 : Mise en service entre Porte d'Ivry et Porte de Vincennes ; la ligne T3 est renommée ligne T3a

### Ligne de Petite Ceinture

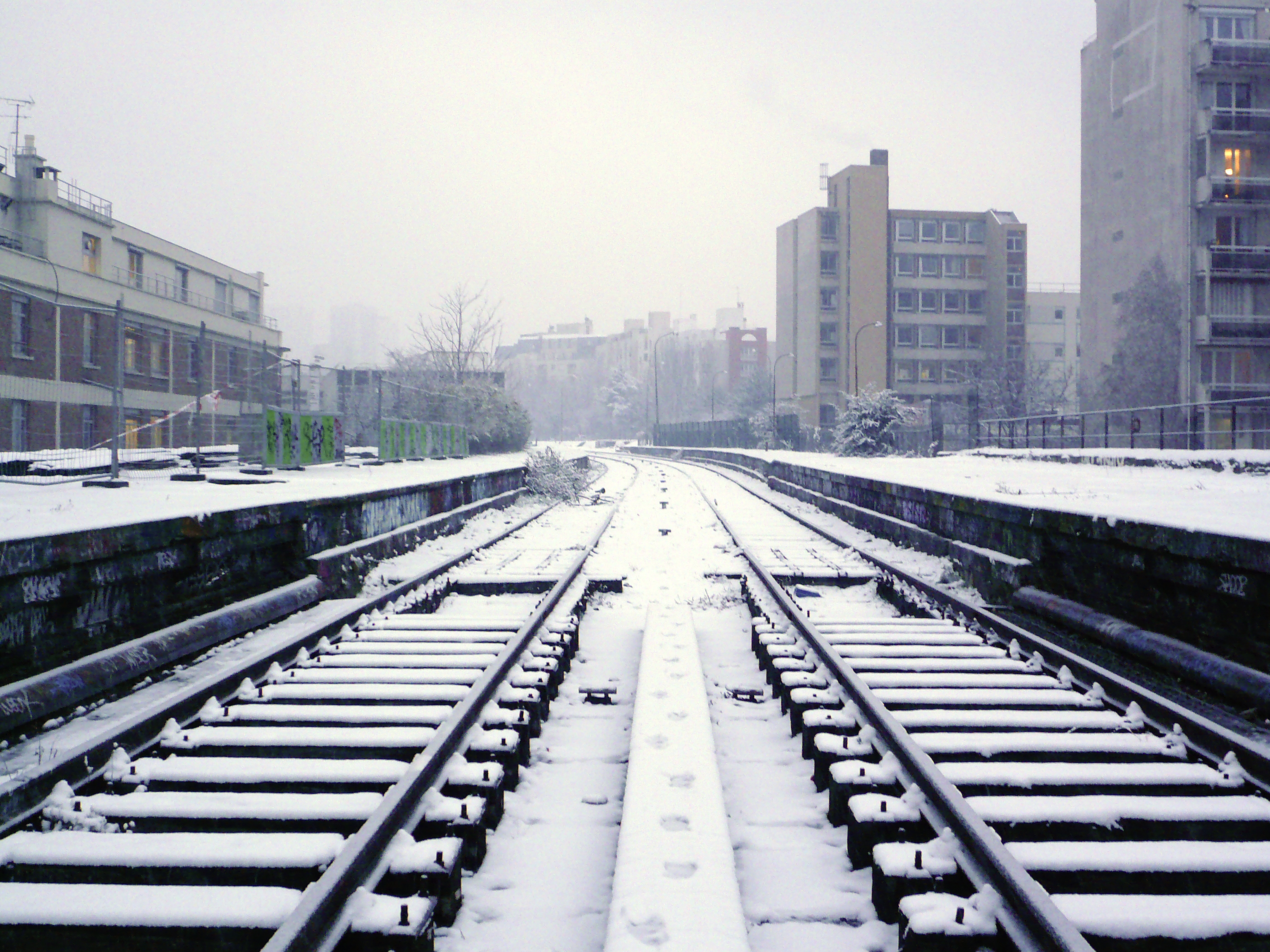
En 2009, les quais abandonnés de la gare dAvenue de Vincennes, sous la neige.

Afin de relier les grandes radiales ferroviaires et d'approvisionner depuis l'intérieur les nouvelles fortifications de Thiers, une ligne de chemin de fer circulaire, dite ligne de Petite Ceinture, est ouverte par tronçons de 1852 à 1869. Réalisée à double voie et longue de 32 kilomètres (hors raccordements), elle fait le tour de Paris à l'intérieur des boulevards des Maréchaux.
Cette ligne est d'abord exclusivement consacrée au trafic de marchandises avant d'être ouverte au trafic de voyageurs, à l'exception de la ligne d'Auteuil qui, à l'inverse, est directement ouverte aux voyageurs en 1854 et seulement en 1867 pour les marchandises. Ce chemin de fer connaît un trafic croissant et finalement intense de voyageurs jusqu'à la fin du XIXe siècle, tout particulièrement lors des expositions universelles. Mais l'inadaptation du matériel, constitué de locomotives à vapeur peu puissantes et de voitures peu confortables, rend la ligne de moins en moins attractive, et elle ne résiste pas à la concurrence croissante du métropolitain.
Le trafic connaît après 1900 une chute constante et inexorable et, en avril 1934, malgré quelques tentatives d'amélioration restées sans résultats, la ligne est pour l'essentiel de son parcours fermée au trafic de voyageurs, hormis la ligne d'Auteuil qui reste ouverte jusqu'en janvier 1985. Quelques mois plus tard, en juillet 1934, est créée la ligne de bus PC, qui connaît immédiatement un grand succès.
Le trafic de marchandises disparaît également au début des années 1990, et la ligne est depuis en grande partie abandonnée et amputée d'une partie de sa longueur. Une section de la ligne d'Auteuil, entre Pereire - Levallois et Avenue Henri-Martin, a toutefois été intégrée en 1988 à la ligne C du RER.

### Origines du projet

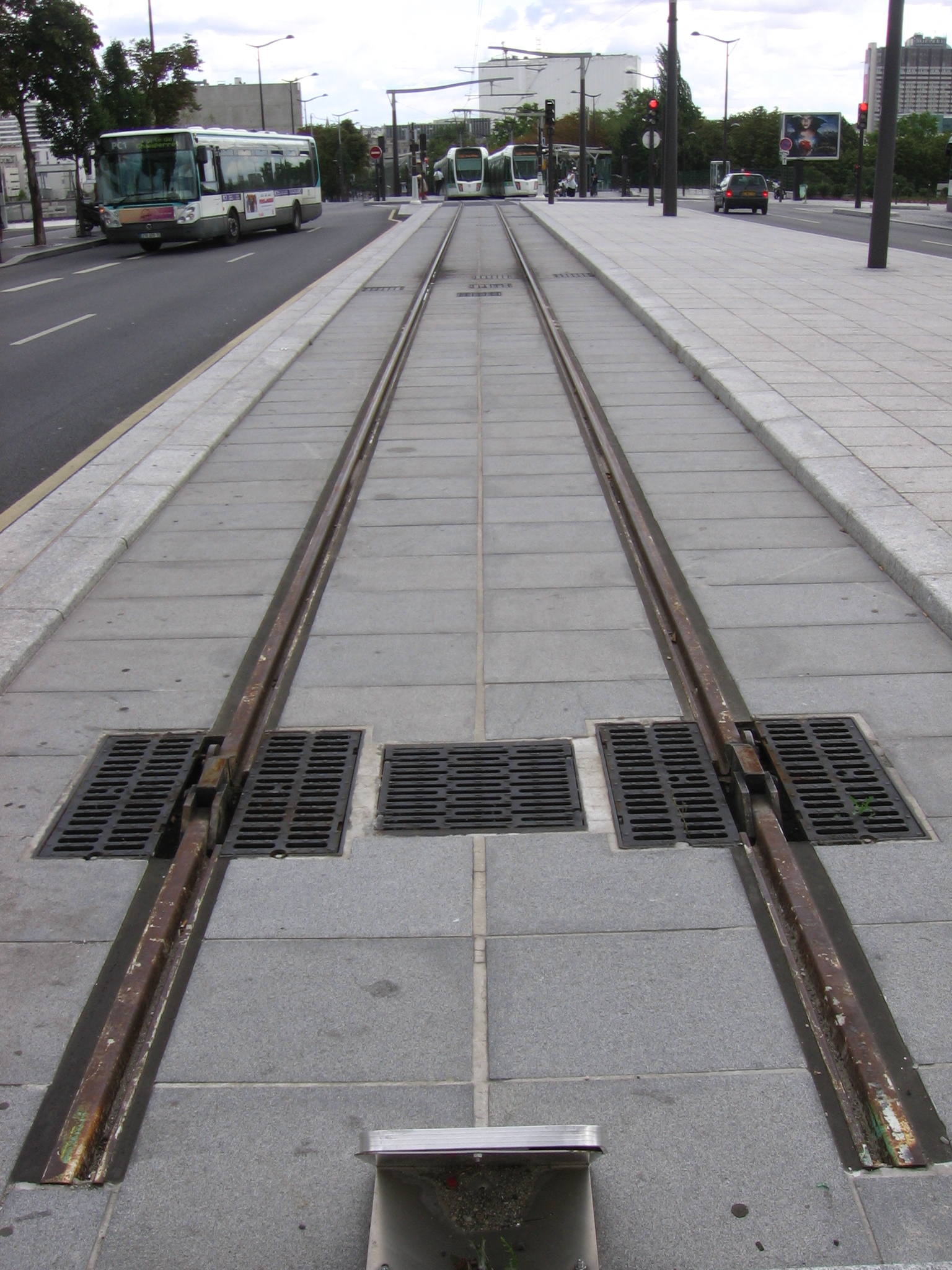
Origine de la voie au pont du Garigliano.

L'idée de la création d'une ligne de tramway sur les boulevards des Maréchaux est ancienne : dès 1925, la société des transports en commun de la région parisienne (STCRP), un des ancêtres de la RATP, imagine une ligne de tramway PC. Mais ce projet, lié à la création en correspondance de tramways express en banlieue, ne connaît aucune suite. Les tramways parisiens sont finalement tous démantelés en 1937 sous la pression du lobby automobile.
À la fin des années 1990, la ligne de bus PC, exploitée par la RATP, est la ligne la plus chargée du réseau et au bord de la saturation aux heures de pointe. Afin d'en fiabiliser l'exploitation, en octobre 1999, elle est découpée en trois arcs partiellement superposés et devient la ligne PC1 sur cette section au sud de la capitale. Malgré une capacité théorique de 50 000 voyageurs par jour grâce à ses bus articulés de type Agora, elle ne parvient toutefois plus à assurer son rôle dans des conditions acceptables. Il devient en conséquence de plus en plus urgent de trouver une alternative crédible afin d'augmenter la capacité de transport sur cet axe en site propre, et c'est une ligne de tramway qui est rapidement envisagée.
En octobre 1993, le schéma de principe du prolongement, depuis Issy-Plaine jusqu'à la porte de Versailles, du tram Val de Seine (TVS), devenu la ligne de tramway T2, est adopté par le syndicat des transports parisiens (STP), devenu depuis le syndicat des transports d'Île-de-France (STIF). Le tracé envisagé alors emprunte la ligne ferroviaire de Petite Ceinture jusqu'à la rue de Vaugirard, ligne fermée au trafic voyageurs en 1934 et totalement abandonnée depuis 1993. À cette occasion, le STP demande une étude complémentaire sur le possible prolongement du TVS jusqu'à la porte d'Ivry avec trois variantes, soit en empruntant cet itinéraire ferré qui fait presque le tour de Paris, soit en site propre sur les boulevards des Maréchaux, soit une combinaison des deux possibilités. L'étude de faisabilité est mise en œuvre par la SNCF et la RATP en 1993. En 1995, l'État et la ville de Paris confient par ailleurs au STP la mission d'étudier la création d'une ligne de tramway en rocade au sud de la capitale,.
Le rapport rendu analyse les deux possibilités de prolongement : la variante Petite Ceinture estime la vitesse commerciale à 28 km/h pour un temps de parcours de dix-sept minutes et un trafic de 17 000 voyageurs par heure à la pointe du matin, deux sens confondus. Le coût incluant le matériel roulant est de 1,770 milliard de francs (valeur 1996), soit 270 millions d'euros. Mais la situation de la plate-forme rend les correspondances malaisées avec le métro et le réseau de surface et pose de gros problèmes d'accessibilité. La seconde variante en site propre sur les boulevards des Maréchaux fait apparaître une vitesse commerciale de 15 à 20 km/h pour un temps de parcours de vingt-quatre à trente-deux minutes, un trafic de 7 700 à 9 100 voyageurs par heure pour un coût estimé à 2,1 milliards de francs (valeur 1996) soit 321 millions d'euros. Les performances sont donc bien moindres pour un coût final plus élevé ; les conséquences sur la circulation automobile et le stationnement sont importantes mais les correspondances avec les lignes de bus et le métro sont plus faciles,. En juillet 2000, une étude de la RATP portant sur la desserte voyageurs de la petite ceinture dans l'Est de Paris confirme que la vitesse commerciale a un impact élevé sur le potentiel de trafic : avec une vitesse moyenne de 20 km/h, le trafic est évalué de 47 % inférieur à la situation de référence, de 30 km/h,.
Durant plusieurs années, les hésitations entre les deux variantes marquent l'histoire du projet. Le débat entre partisans de la réutilisation de la Petite Ceinture et ceux préférant un site propre sur les boulevards devient encore plus âpre à l'approche des élections municipales de mars 2001.

### Choix des boulevards des Maréchaux

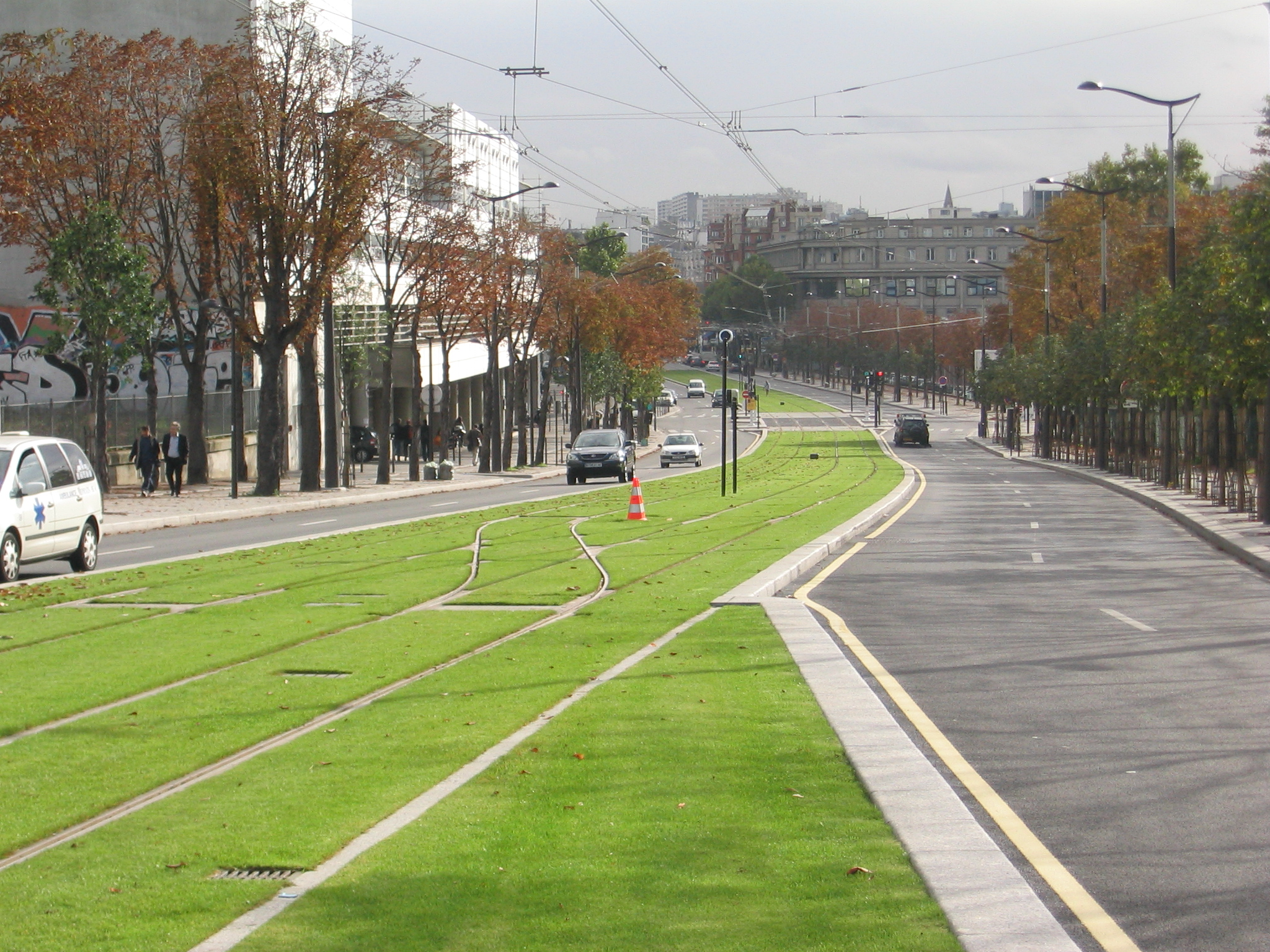
Les voies du tramway sur le boulevard des Maréchaux.

Après moult hésitations, le Conseil de Paris et à sa tête, le maire RPR Jean Tiberi, semblent avoir une préférence pour l'implantation sur les boulevards des Maréchaux, avec aménagement de la Petite Ceinture en coulée verte. La municipalité dirige le projet en ce sens lors de son inscription au contrat de plan État-région 2000-2006, et il y est effectivement inscrit sous ces caractéristiques. Le lancement du projet est fait en décembre 2000 et il est suivi de la concertation préalable en juillet 2001. La nouvelle municipalité parisienne, une alliance de la gauche menée par le socialiste Bertrand Delanoë et Les Verts, élue en mars 2001 reprend alors le projet dorénavant « sur les rails » sous l'impulsion de l'adjoint Vert aux transports, Denis Baupin. L'enquête publique dure du 25 février au 5 avril 2003.
Son implantation sur les boulevards répond à une démarche dépassant la simple ligne de transport collectif en site propre : le tramway doit permettre d'améliorer les liens avec les communes riveraines du périphérique sud, et surtout de mettre en œuvre la requalification urbaine des boulevards, dévolus à la voiture individuelle, et du cadre urbain relativement dégradé. En effet, les boulevards extérieurs contribuent fortement, avec le boulevard périphérique, à séparer les tissus urbains de Paris et de la banlieue proche.
Le projet se développe sur 7,9 kilomètres au sud des 13e, 14e et 15e arrondissements de Paris et compte dix-sept stations. Il intéresse 167 000 habitants et 89 000 emplois, situés dans la bande de six cents mètres de largeur de part et d'autre du tracé. La mairie de Paris espère alors que cette ligne, qui remplace l'ancienne offre de transport proposée sur le même parcours par la ligne de bus PC1, permettra de désengorger les boulevards des Maréchaux de la rive gauche en offrant un moyen de transport que la mairie espère rapide (ligne en partie en site propre, ce qui était déjà le cas du PC1) et confortable.
Un des objectifs du tramway est d'être très attractif, avec un chiffre annoncé par la mairie de Paris et par le STIF de 100 000 voyageurs par jour, ce qui correspond aux trafics actuels des lignes de tramway T1 et T2, mais est toutefois bien loin de la capacité d'une ligne de métro. Ainsi en 2005, chacune des quatorze lignes du métro de Paris a transporté en moyenne 260 000 voyageurs par jour, et la ligne 11 du métro, pourtant plus courte de deux kilomètres que la ligne 3 du tramway, a transporté en moyenne 123 500 voyageurs par jour, soit 23,5 % de voyageurs de plus que les 100 000 annoncés sur la ligne 3 du tramway.

### Réalisation des travaux

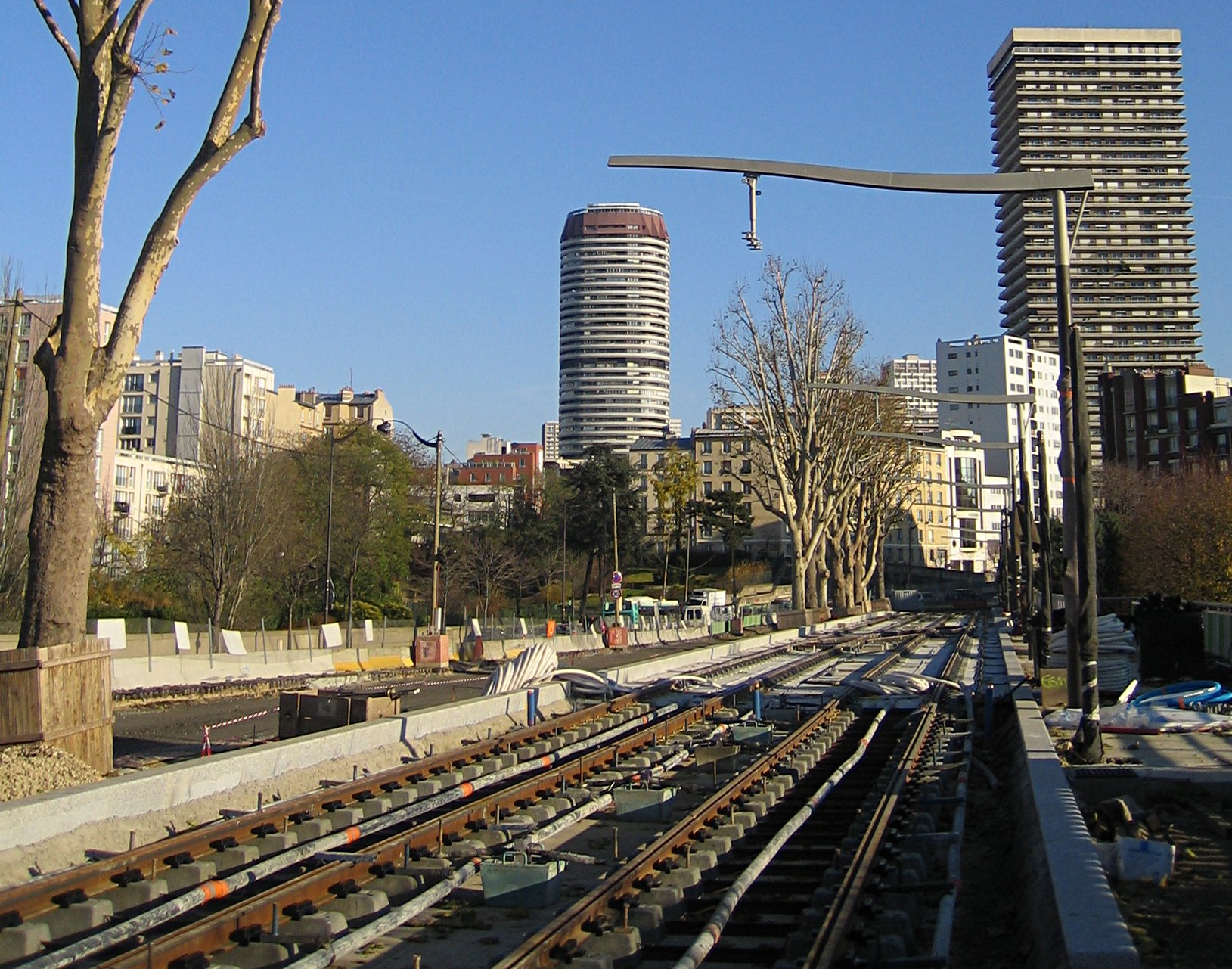
La station Poterne des Peupliers en construction en décembre 2005.

Le chantier commence vers la mi-2003 par les travaux préliminaires des concessionnaires (gaz, eau, etc.), les travaux proprement dits débutant le 6 juin 2004. Les premiers rails sont posés en janvier 2005, et la pose des équipements démarre en 2005 pour se terminer en septembre 2006. La première rame est livrée par voie routière en convoi exceptionnel dans la nuit du 7 au 8 septembre 2005 et commence ses essais en octobre. Le premier parcours d'essai a été réalisé entre Pont du Garigliano et Balard le 12 octobre 2005, en présence notamment du maire PS de Paris, Bertrand Delanoë, du président PS de la région Île-de-France, Jean-Paul Huchon, et de la présidente de la RATP, Anne-Marie Idrac.
L'atelier de maintenance de Lucotte est inauguré en mai 2006. Les essais se poursuivent au-delà de la porte de Châtillon jusqu'à la porte d'Italie le 6 septembre, la porte de Choisy le 11 septembre puis la totalité du parcours fin septembre.
La « marche à blanc », constituée de circulations en conditions normales mais sans voyageurs, débute le 20 novembre 2006 sur la nouvelle infrastructure achevée afin de tester le bon fonctionnement de l'ensemble dans les conditions réelles d'exploitation, avant l'inauguration et la mise en service de la ligne le 16 décembre 2006.

### Naissance du T3

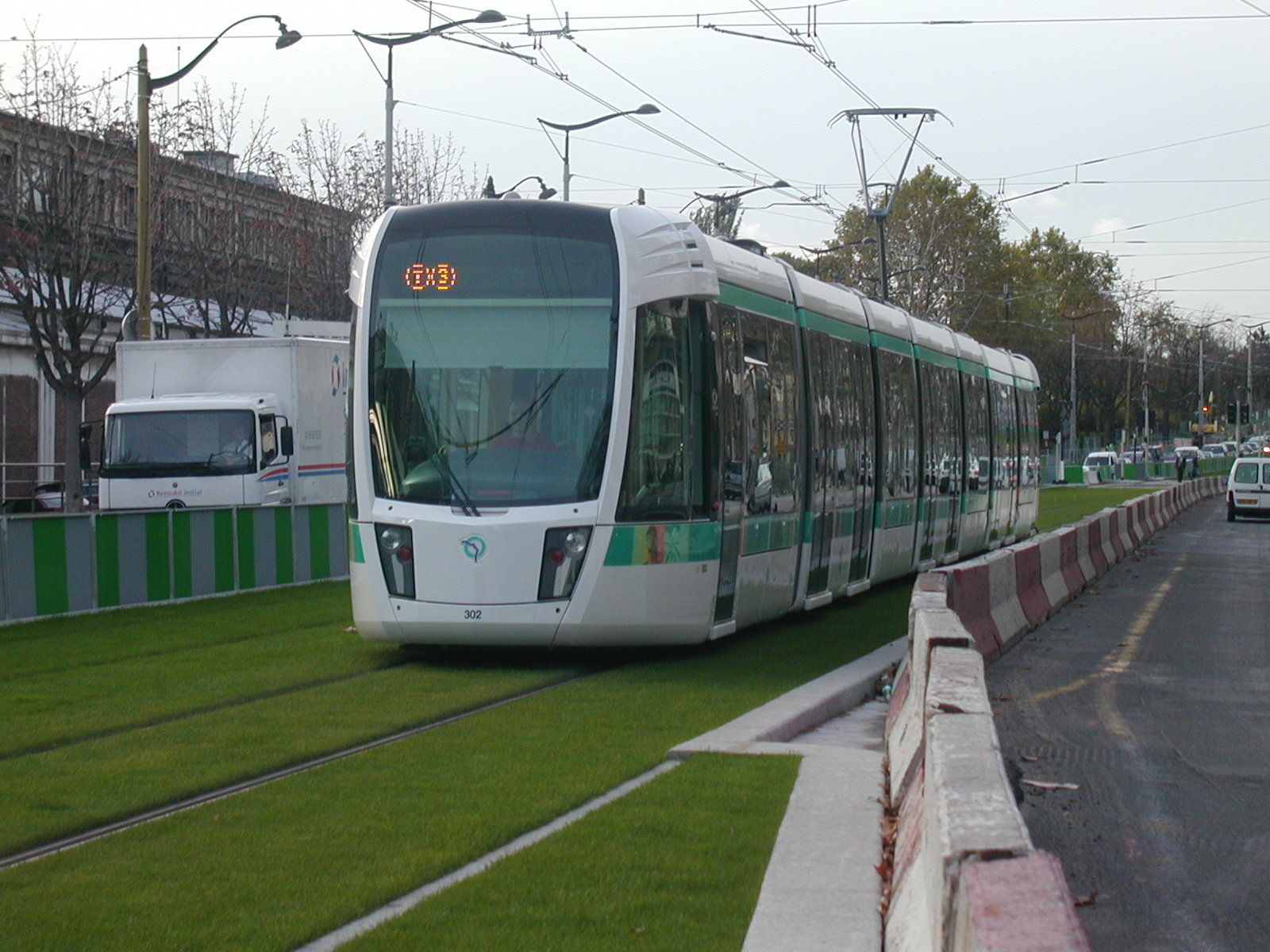
La rame Citadis 402 no 302 lors des premiers essais, fin 2005.

L'inauguration de la ligne 3 du tramway francilien (T3) se déroule le 16 décembre 2006. La ligne est mise en service le jour-même, et est empruntée en deux jours par 160 000 voyageurs et curieux.
Ce succès montre a posteriori que le besoin de transport des habitants et salariés concernés par le projet justifiait un tel projet de transport, qui pallie quelque peu le manque d'infrastructures de transport que connaissent les secteurs périphériques de l'agglomération parisienne par rapport au centre de la capitale. Le choix du tramway sur les boulevards des Maréchaux est cependant toujours critiqué par certains opposants pour l'espace occupé en surface, ainsi que pour sa vitesse réduite. Certains vont jusqu'à dénoncer la tromperie et le gaspillage d'argent public d'un projet sans réelle concertation avec les riverains ni transparence.
Le lundi 18 juin 2007, la vitesse commerciale passe de 16 km/h à 18 km/h, diminuant le temps de parcours de 29 à 26 minutes. Cette vitesse doit passer à terme à 20 km/h, vitesse prévue par le projet initial.

### Critiques exprimées
Les opposants au tracé actuel du tramway font toutefois valoir que le choix qui a été fait par la municipalité parisienne, à savoir d'implanter le tramway directement sur la chaussée des boulevards des Maréchaux, au lieu d'utiliser la ligne ferroviaire de Petite Ceinture qui longe ces boulevards, a été dicté par des considérations idéologiques qui prônent le recours aux transports en commun au détriment de l'utilisation de la voiture. La vitesse du tramway, en compétition avec les automobiles au passage des carrefours, est ralentie, aucun tunnel n'ayant été prévu pour permettre au tramway de traverser les nombreuses portes de Paris encombrées de voitures. De plus, les nombreux feux de circulation routière nécessaires aux intersections constituent autant de points d'arrêts probables, inexistants sur la Petite Ceinture.
Un article publié par trois économistes en janvier 2008 considérait que le bilan pour l'ensemble des usagers était fortement négatif, le tramway ayant selon eux aggravé la congestion automobile et entraîné un accroissement des émissions de  gaz à effet de serre. La mairie de Paris, si elle reconnaissait les embouteillages constatés au cours de l'année 2006 (période de mise à l'essai du tramway puis de démarrage du service voyageurs), contestait la méthodologie suivie par le rapport et estimait alors qu'ils se résorberaient progressivement au cours de l'année 2007 au fur et à mesure que les automobilistes s'habitueraient aux règles de partage de la chaussée avec le tramway.

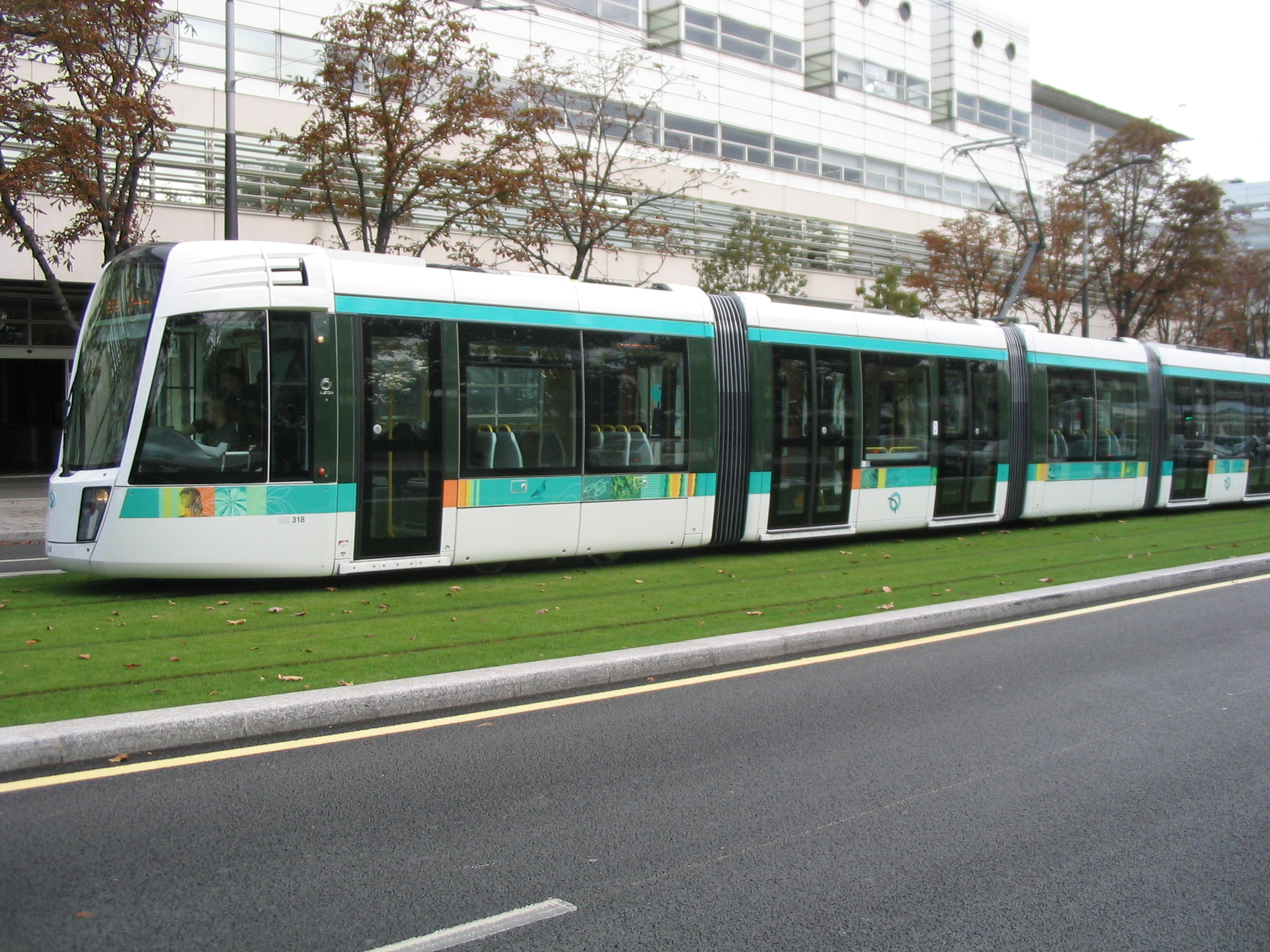
La rame Citadis 402 no 318 entre Balard et Pont du Garigliano.

En décembre 2009, un rapport de la Cour des comptes relève que la vitesse commerciale du T3 n'est en réalité que de 16,5 km/h au lieu des 20 km/h prévus initialement par le projet. Cette vitesse n'est que « peu supérieure » à celle qu'assurait le bus PC1, qui atteignait, selon le rapport, une moyenne de 14,5 km/h. La RATP reconnaît le décalage constaté. Mais elle signale toutefois que les mesures effectuées en octobre 2009, si elles indiquent effectivement une vitesse à l'heure de pointe du matin de 16,4 km/h, atteint en journée 17,5 km/h.
La ligne est « victime de son succès » explique la Régie. En effet, avec 115 000 usagers en moyenne par jour (et 150 000 les jours de salon à la porte de Versailles), le tramway dépasse ses prévisions initiales de 100 000 voyageurs quotidiens. « L’importance des flux rallonge les temps d’arrêt en station », selon la RATP. Par ailleurs, la densité du trafic automobile contraint les conducteurs à ralentir aux carrefours, en dépit de la priorité accordée au tramway à l'approche des carrefours à feux. Le comportement des piétons, traversant la plate-forme hors des passages prévus, expliquerait également la diminution de la vitesse commerciale.
Dans un nouveau rapport sur les transports ferroviaires régionaux en Île-de-France de novembre 2010, la Cour des comptes estime plus globalement les objectifs de vitesse commerciale systématiquement surévalués par la RATP. Généralement fixée à 20 km/h lors de l'enquête publique, la vitesse commerciale des tramways sur voirie peine à atteindre les 18 km/h, ce qui rend peu significatif sur ce plan l'apport d'un tramway par rapport à un bus en site propre, pouvant atteindre 16 km/h de vitesse commerciale. De la même manière, la Cour considère le report du trafic automobile vers le tramway surestimé par le STIF et la RATP, présentant ainsi la rentabilité socio-économique du projet de façon excessivement avantageuse.
Le choix de l'implantation de la ligne sur les boulevards des Maréchaux fait également l'objet de critiques. Le rapport souligne qu'en dépit d'une meilleure rentabilité socio-économique assurée, selon le rapport du STP (actuel IDFM) de 2000, par une implantation du tramway sur la ligne de Petite Ceinture, avec un coût financier inférieur et une vitesse commerciale supérieure, le rapport final présenté aux élus en février 2000 par le même STP est nettement orienté vers le choix des boulevards extérieurs, dont les inconvénients sont minimisés, ou non quantifiés, sur le fondement d'une réduction de la circulation automobile. La Cour estime, en conclusion, le bilan de la ligne peu convaincant, après plusieurs années d'exploitation. Si le trafic a connu une hausse importante, supérieure aux prévisions du projet, la vitesse commerciale apparaît en revanche décevante, évaluée à 18 km/h, vitesse très inférieure à ce qu'aurait permis un tracé sur la Petite Ceinture. Enfin, la rentabilité financière interne pour la RATP est considérée négative par l'exploitant, qui l'estime en 2007 à - 15 % sur une durée de dix ans.

### Prolongement vers l'est et naissance du T3a

Les prolongements.

Depuis le lancement du projet TMS, il était envisagé un prolongement de la ligne 2,4 kilomètres vers l'est jusqu'à la porte de Charenton (débat public du 30 janvier au 15 mai 2006) dans le contrat de plan 2000-2006. Le tramway devait traverser la Seine. La longueur totale aurait été alors de 10,4 kilomètres. La question du financement a fait repousser cette extension, jusqu'à ce que la candidature de Paris aux Jeux olympiques de 2012 englobe ce projet dans un plus grand : prolonger le tramway des Maréchaux jusqu'à la porte de la Chapelle, permettant ainsi la liaison avec le pôle olympique.

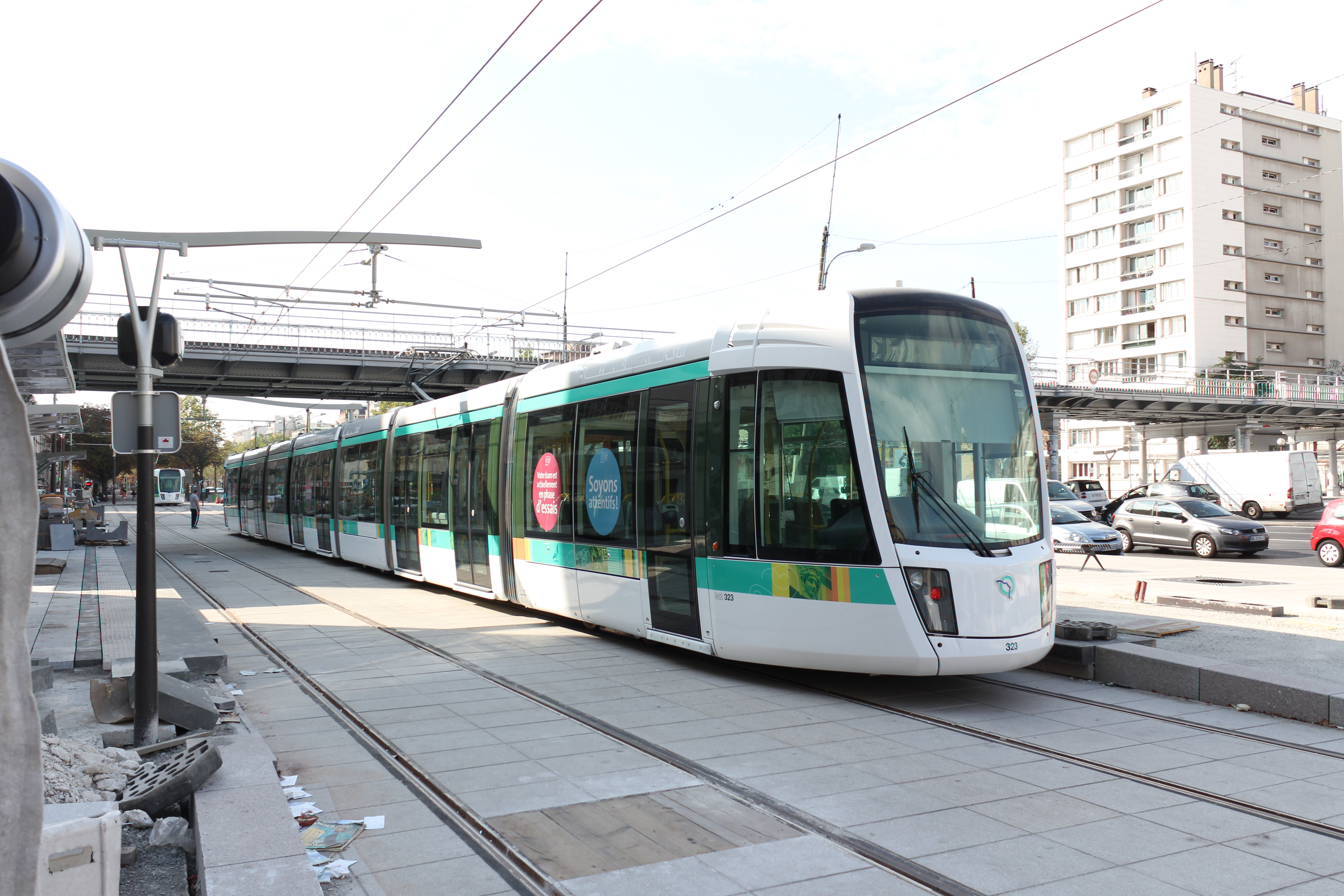
Une rame Citadis 402 à la station Porte de Vincennes, à l'occasion des tests.

Dès 2001-2002, le STIF réalise une étude portant sur le prolongement du tramway des Maréchaux jusqu'à la porte de la Chapelle, à la demande de la Ville de Paris. La première phase de l'étude démontre qu'il existe un potentiel important de trafic sur une rocade complète, excepté à l'ouest entre la porte Maillot et la porte de Saint-Cloud. Mais à la demande de la Ville, c'est un premier tronçon de la porte d'Ivry à la porte de la Chapelle qui a fait l'objet d'études approfondies. Cette étude est actualisée en 2004, lors de la candidature de la ville aux jeux olympiques d'été de 2012.
Le coût de l'infrastructure, évalué initialement à 615 millions d'euros, atteint 651,9 millions d'euros lors de la signature de la convention de financement le jeudi 16 avril 2009, soit 433,6 millions d'euros pour la Ville de Paris et 218,3 millions d'euros pour la région Île-de-France. S'ajoutent à ces chiffres 149 millions d'euros pour les travaux d'aménagement urbain financés par la Ville de Paris, et 86,1 millions d'euros pour le matériel roulant. Il est réparti pour moitié entre la Ville de Paris et la région Île-de-France pour le tronçon de la porte d'Ivry à la porte de Charenton, et la Ville de Paris en finance 70 % pour la section au-delà jusqu'à la porte de la Chapelle. Certains opposants évaluent cependant le coût réel à 931 millions d'euros en janvier 2009.
Pour cette extension, en septembre 2009, la Ville de Paris a obtenu un financement de 500 millions d'euros auprès de la Banque européenne d'investissement (BEI), après un prêt de 130 millions pour le premier tronçon du T3. Cet accord a été signé par Anne Hidalgo, adjointe au maire de Paris, et Philippe de Fontaine-Vive, vice-président de la BEI. Le prêt, flexible, sera remboursable en vingt-cinq ans. Les travaux débutent la même année.
Le samedi 15 décembre 2012, le prolongement du tramway des Maréchaux jusqu'à la porte de la Chapelle est mis en service sous la forme de deux lignes distinctes afin d'assurer la robustesse de l'exploitation, une meilleure régularité et d'éviter les situations de congestion : 
- la ligne existante « T3 (sud) » est prolongée jusqu'à la porte de Vincennes et est renommée « T3a » ;
- une seconde ligne nommée « T3b » est mise en service et relie dans sa continuité la porte de Vincennes à la porte de la Chapelle. Elle est prolongée en 2018 jusqu'à la porte d'Asnières[32], puis en 2024 jusqu'à la porte Dauphine[33].

Le tramway est gratuit durant tout le week-end à cette occasion. Un changement est nécessaire à Porte de Vincennes pour pouvoir réaliser la totalité du parcours du tramway des Maréchaux, depuis le pont du Garigliano jusqu'à la porte de la Chapelle.

De la porte d'Ivry à la porte de Vincennes
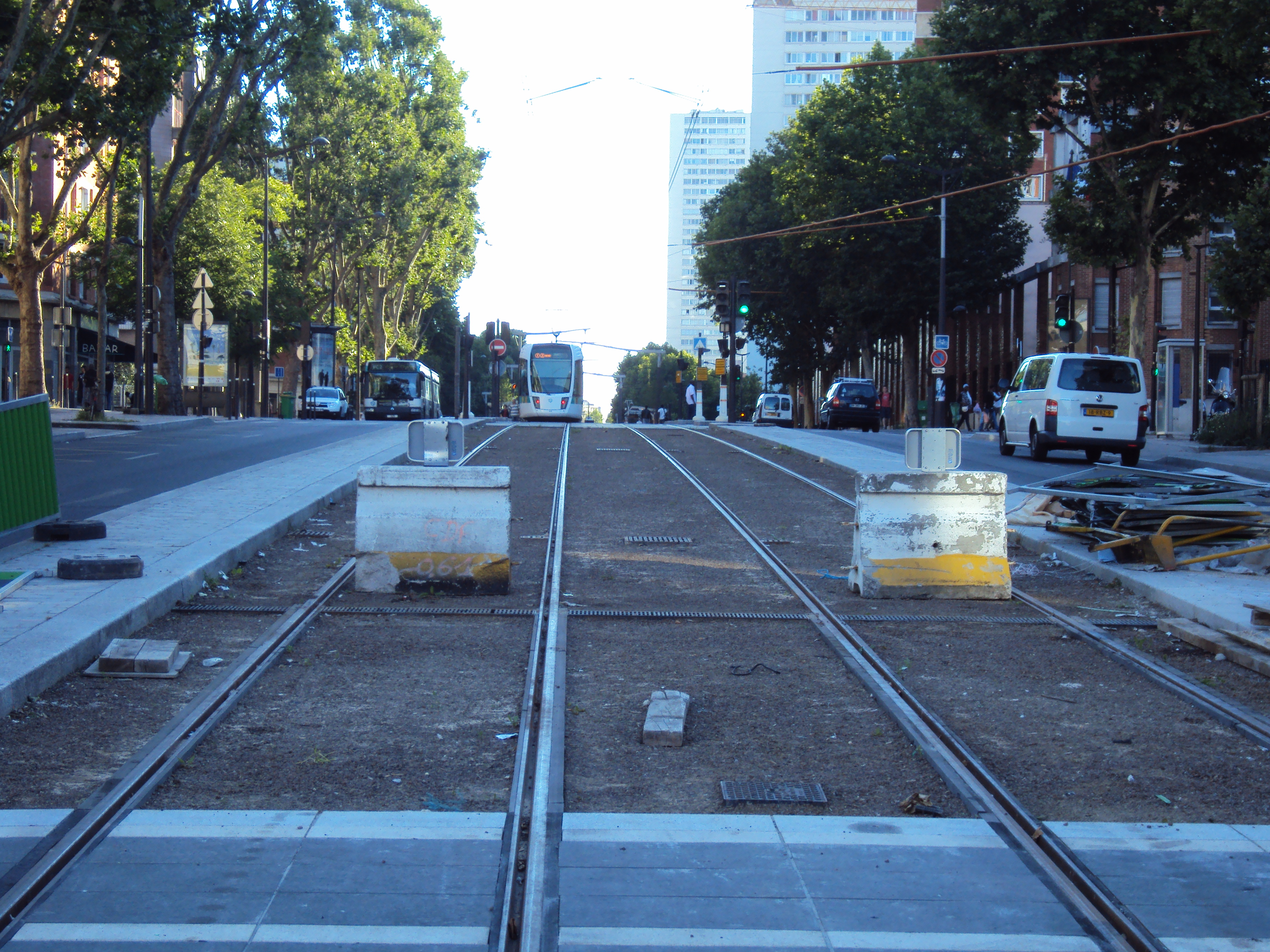
Limite d'exploitation du T3 en juillet 2012.
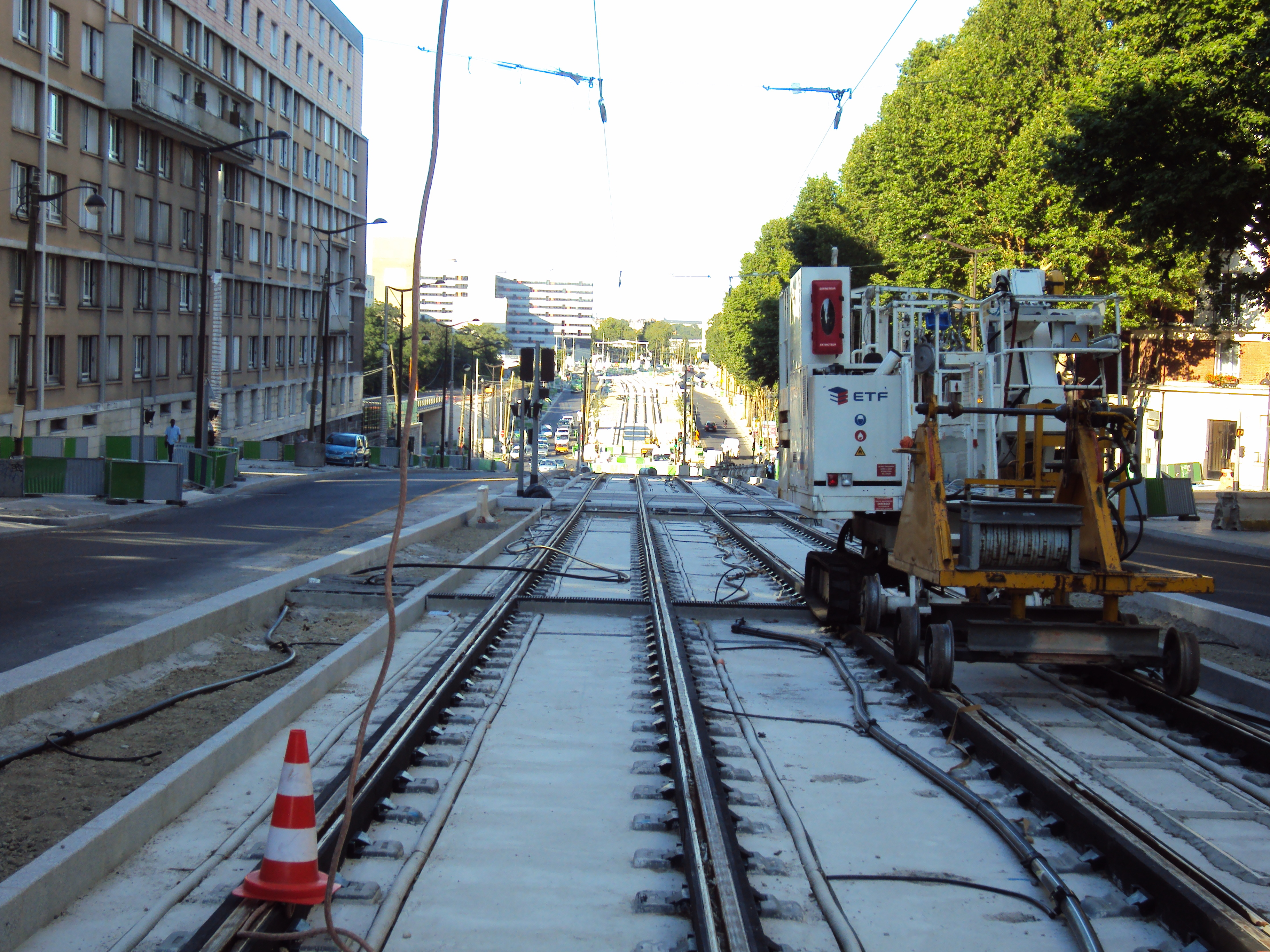
Perchage de la LAC au voisinage de Porte d'Ivry.
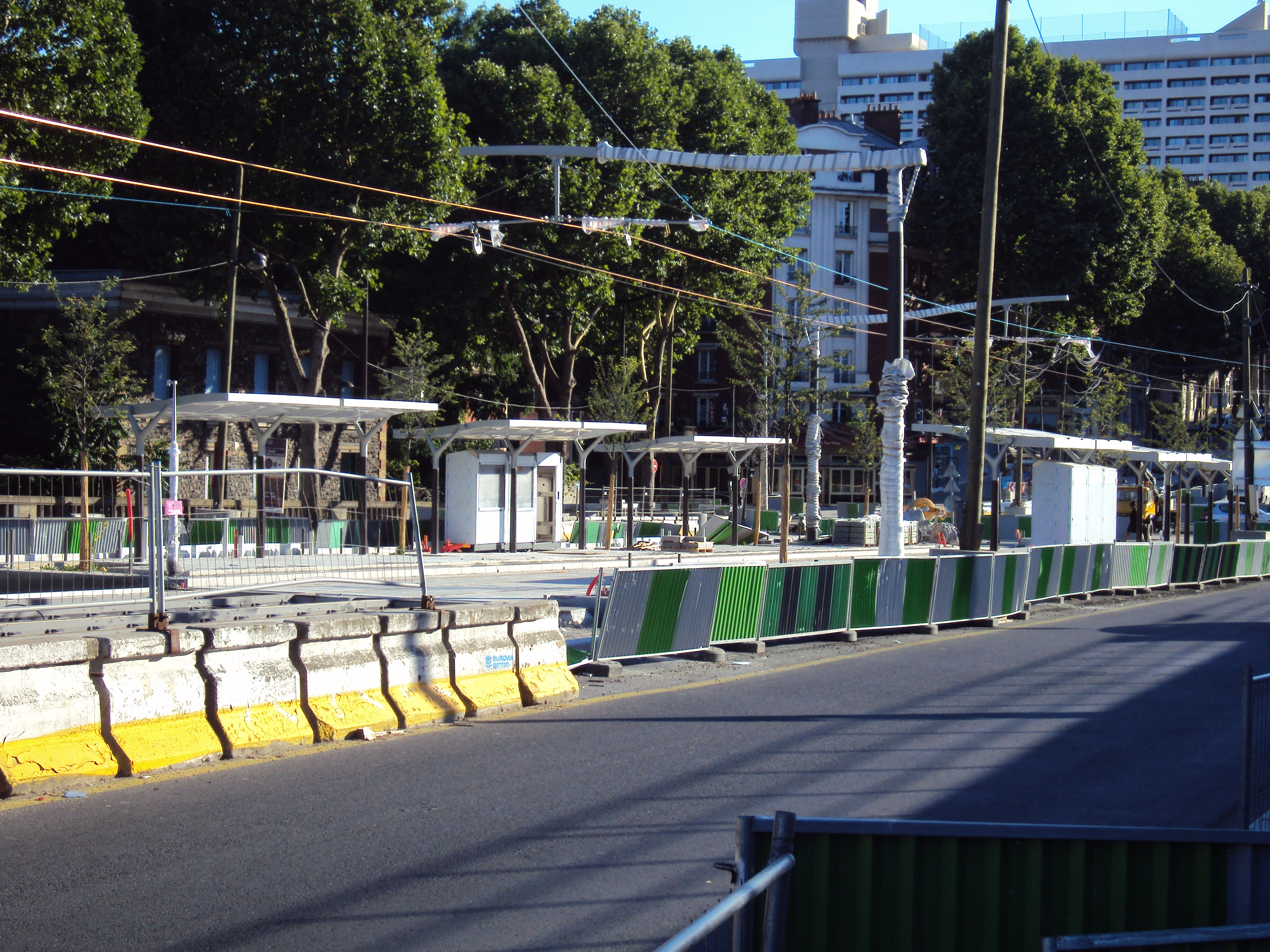
Station Maryse Bastié.
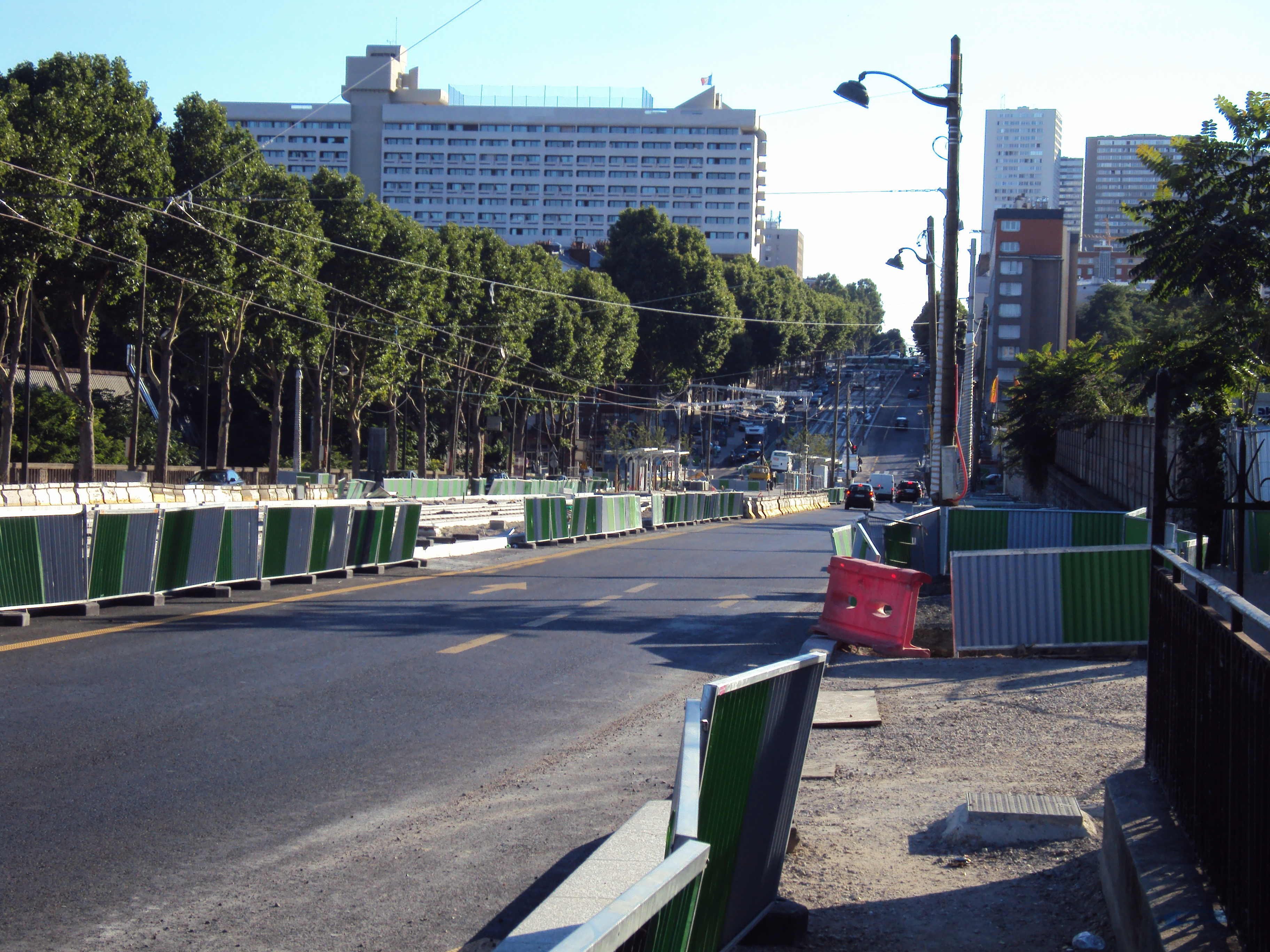
Station Maryse Bastié, dans un creux.
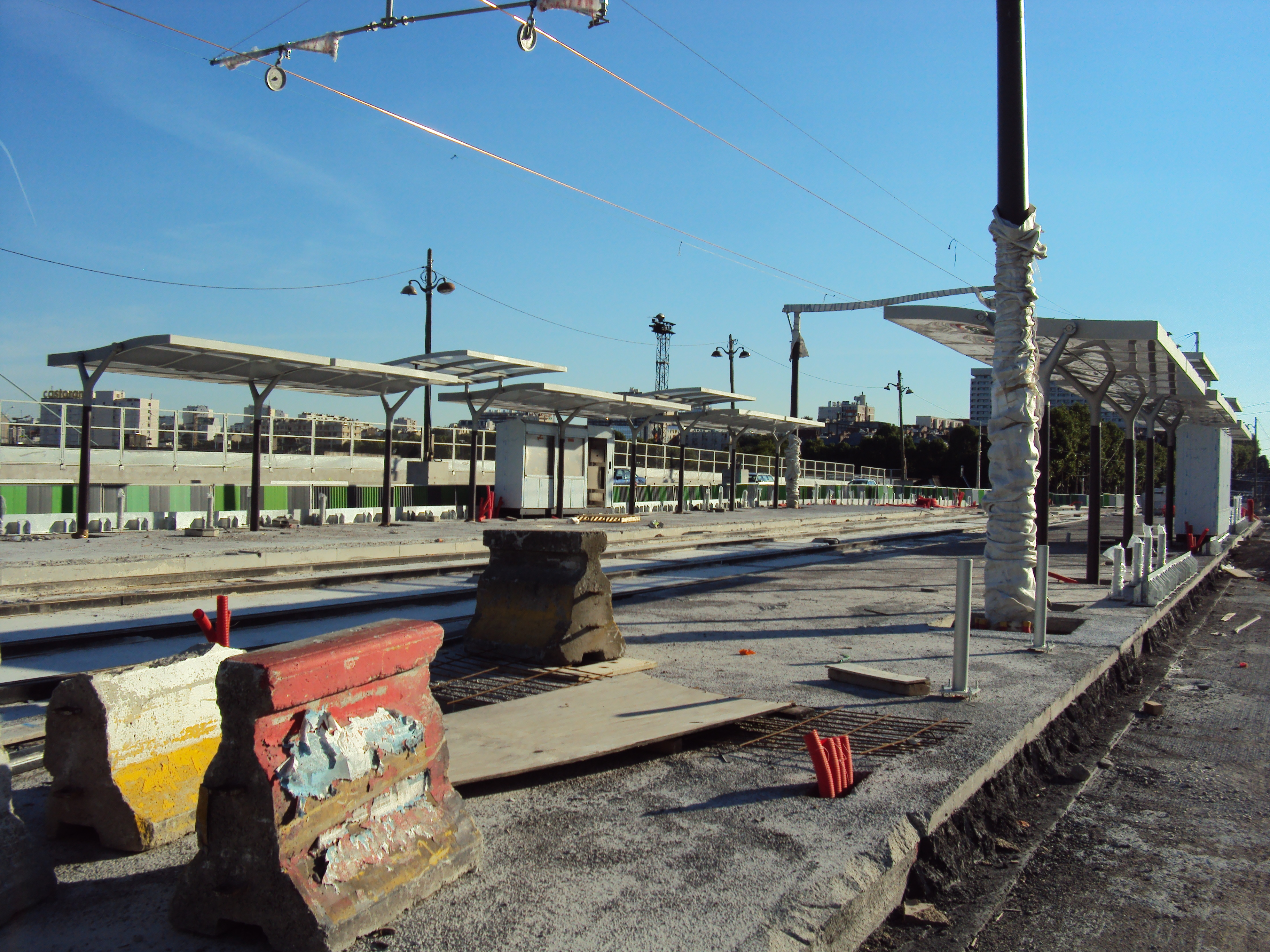
Station Avenue de France.
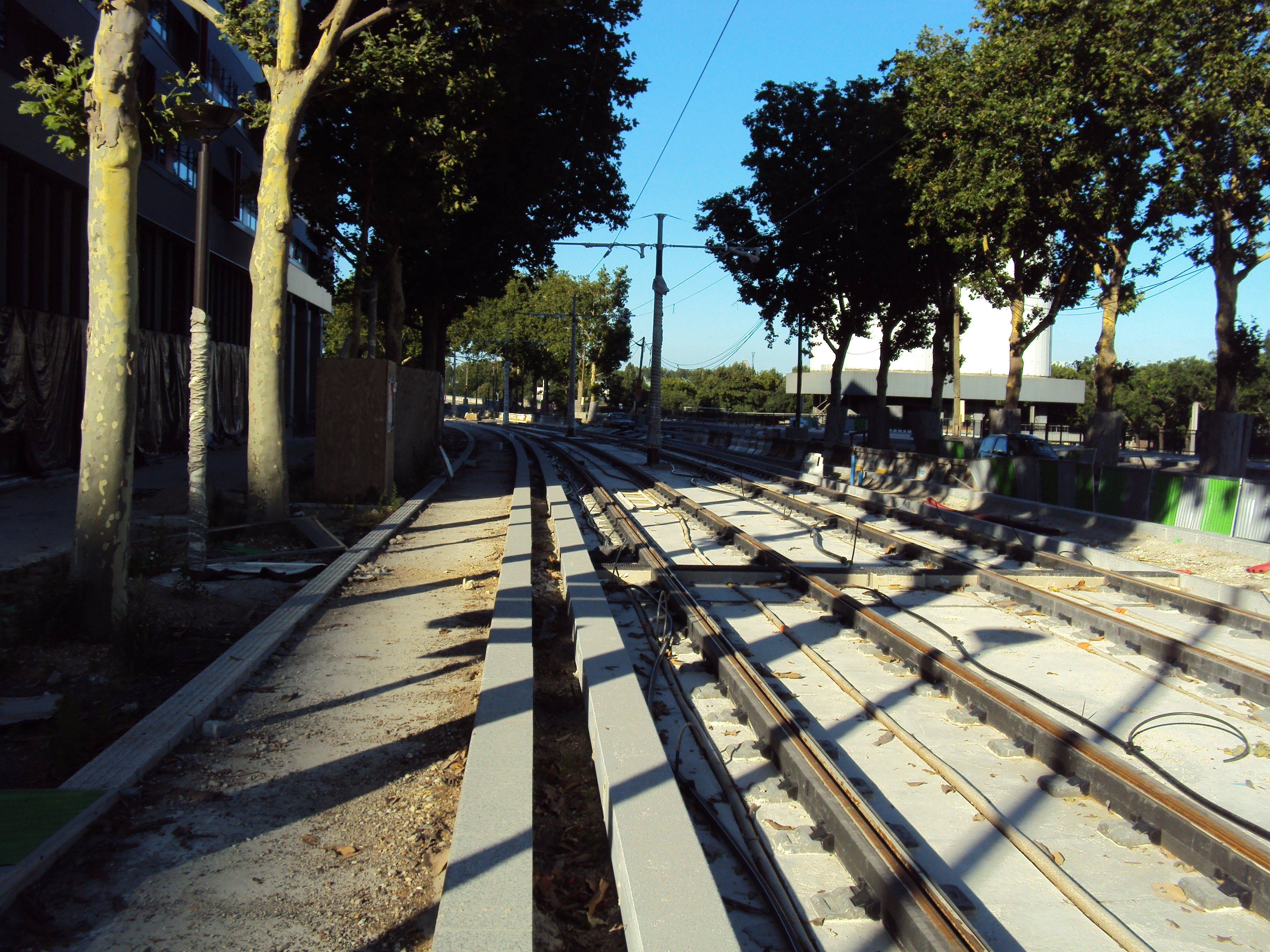
Entre Baron Leroy et Avenue de France.
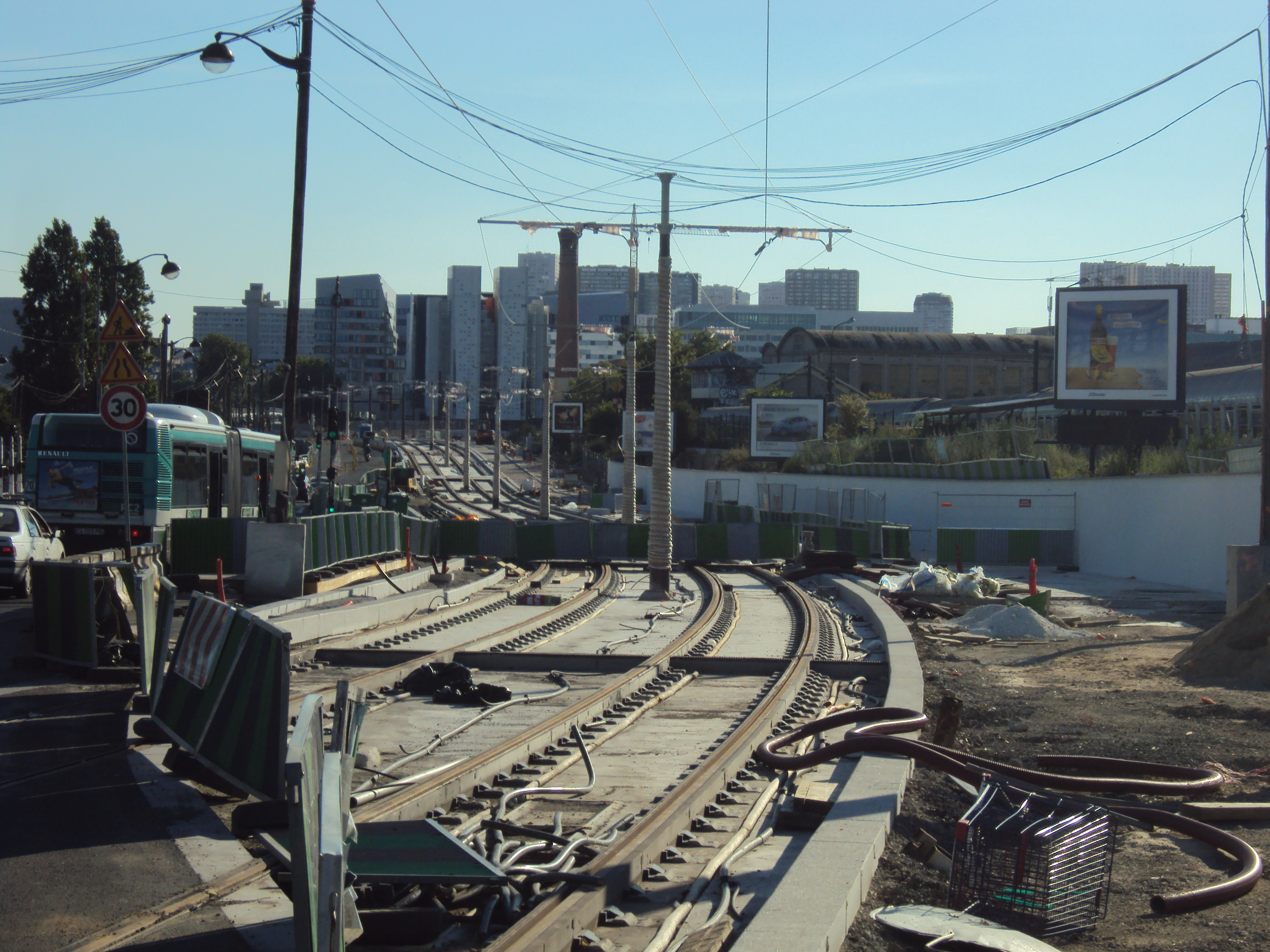
Entre Baron Leroy et Avenue de France.
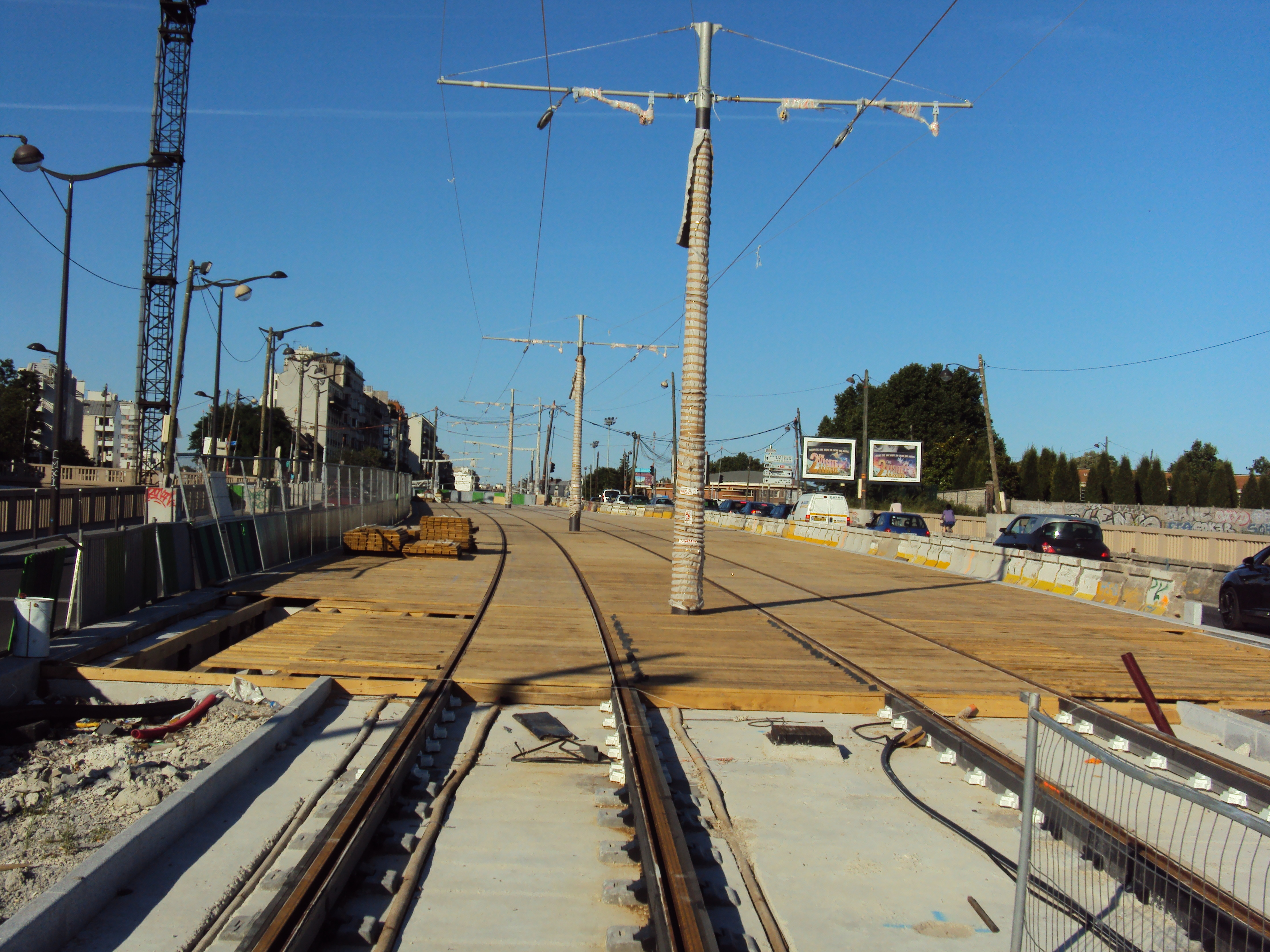
Entre Porte de Charenton et Baron Leroy.
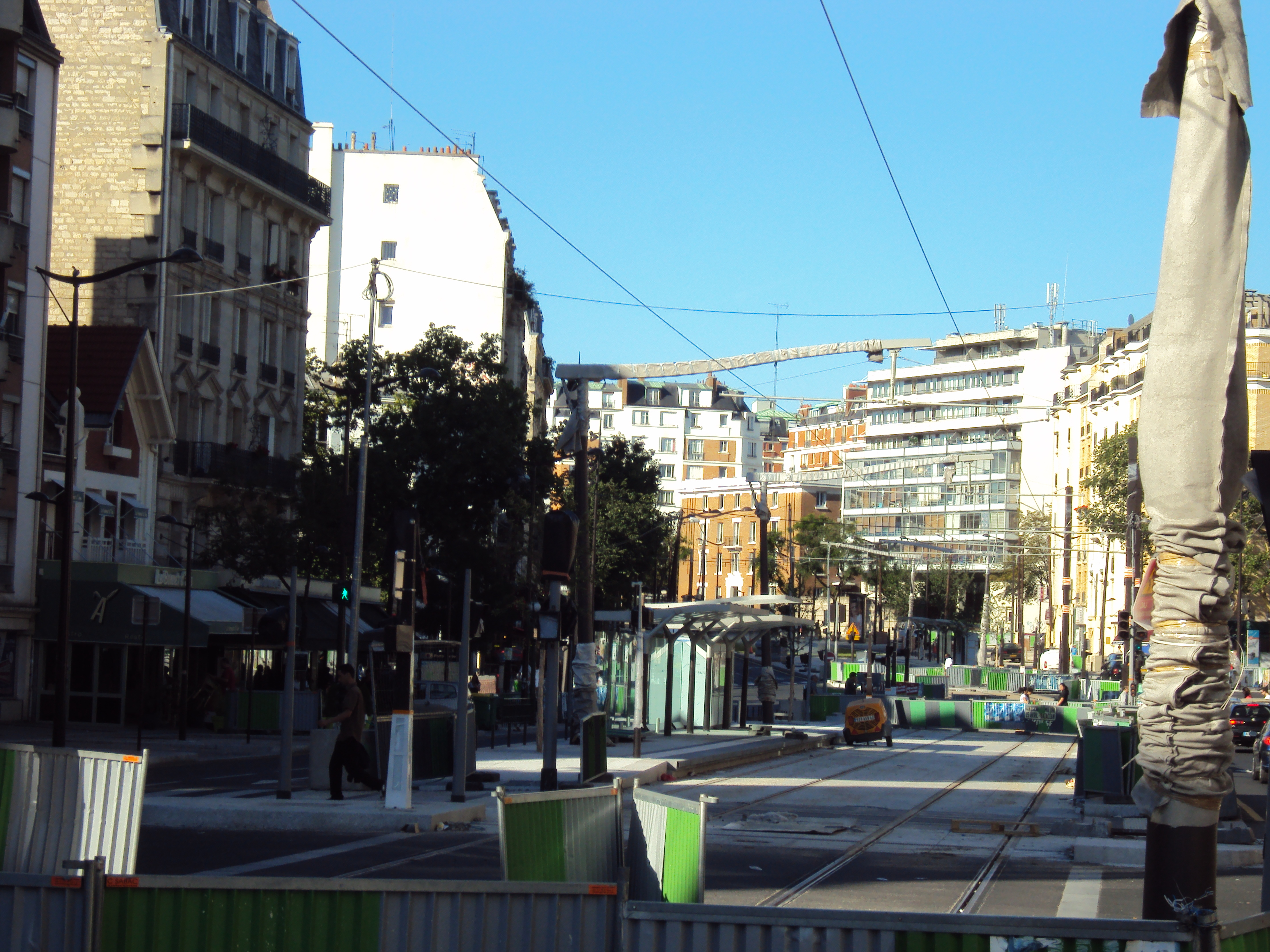
Station Porte Dorée.
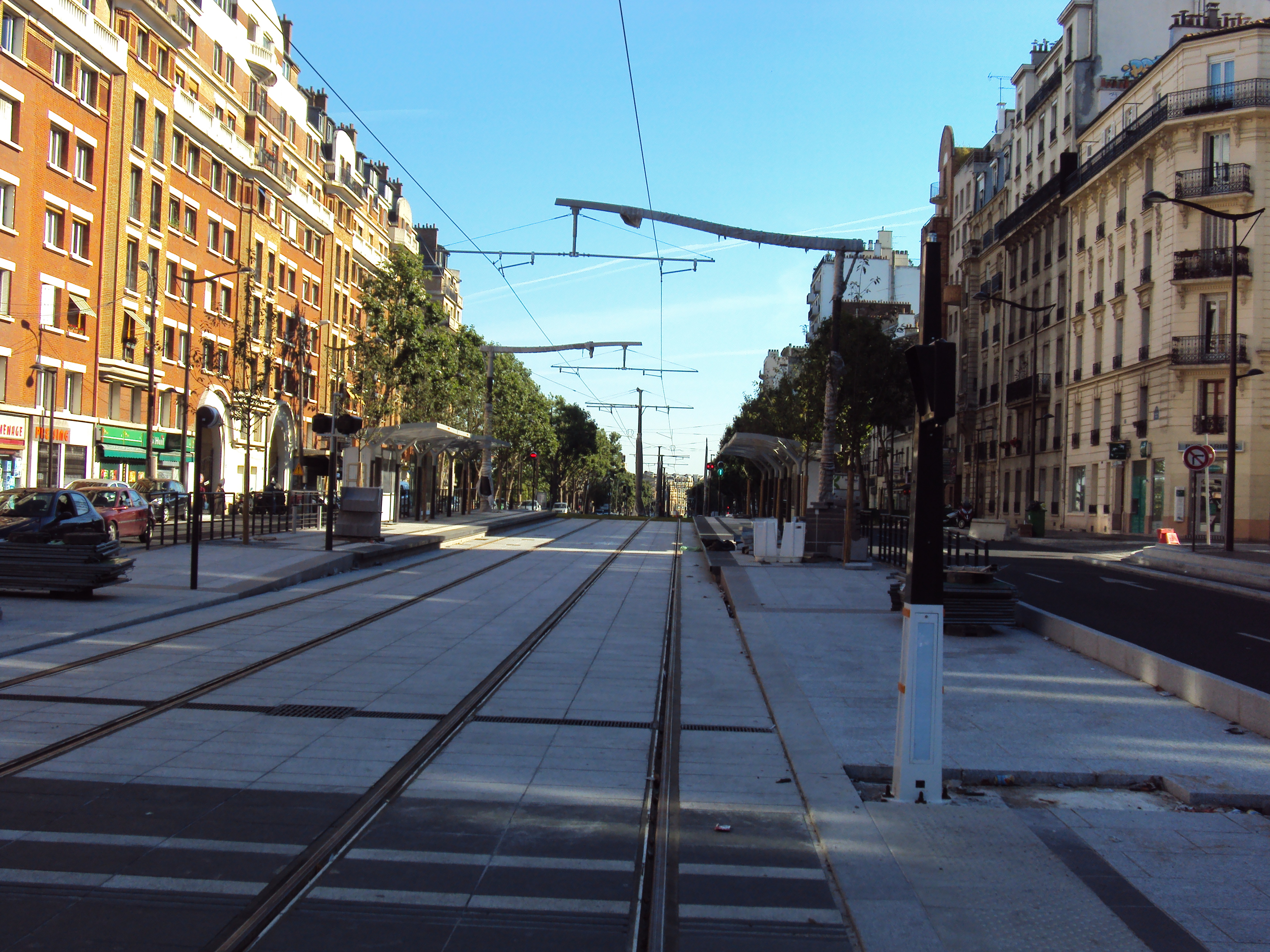
Station Alexandra David-Neel.
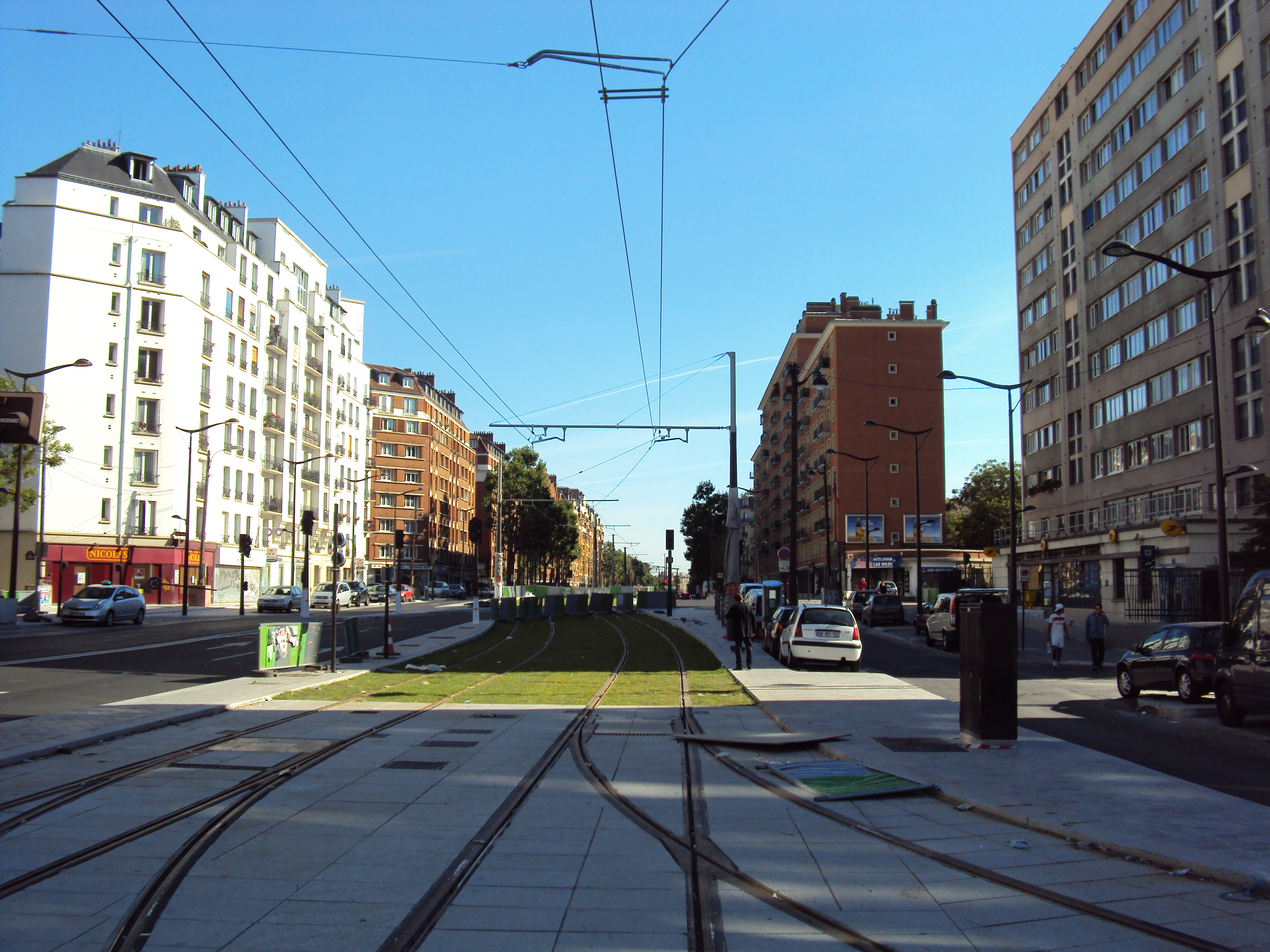
Connexion avec le T3b.
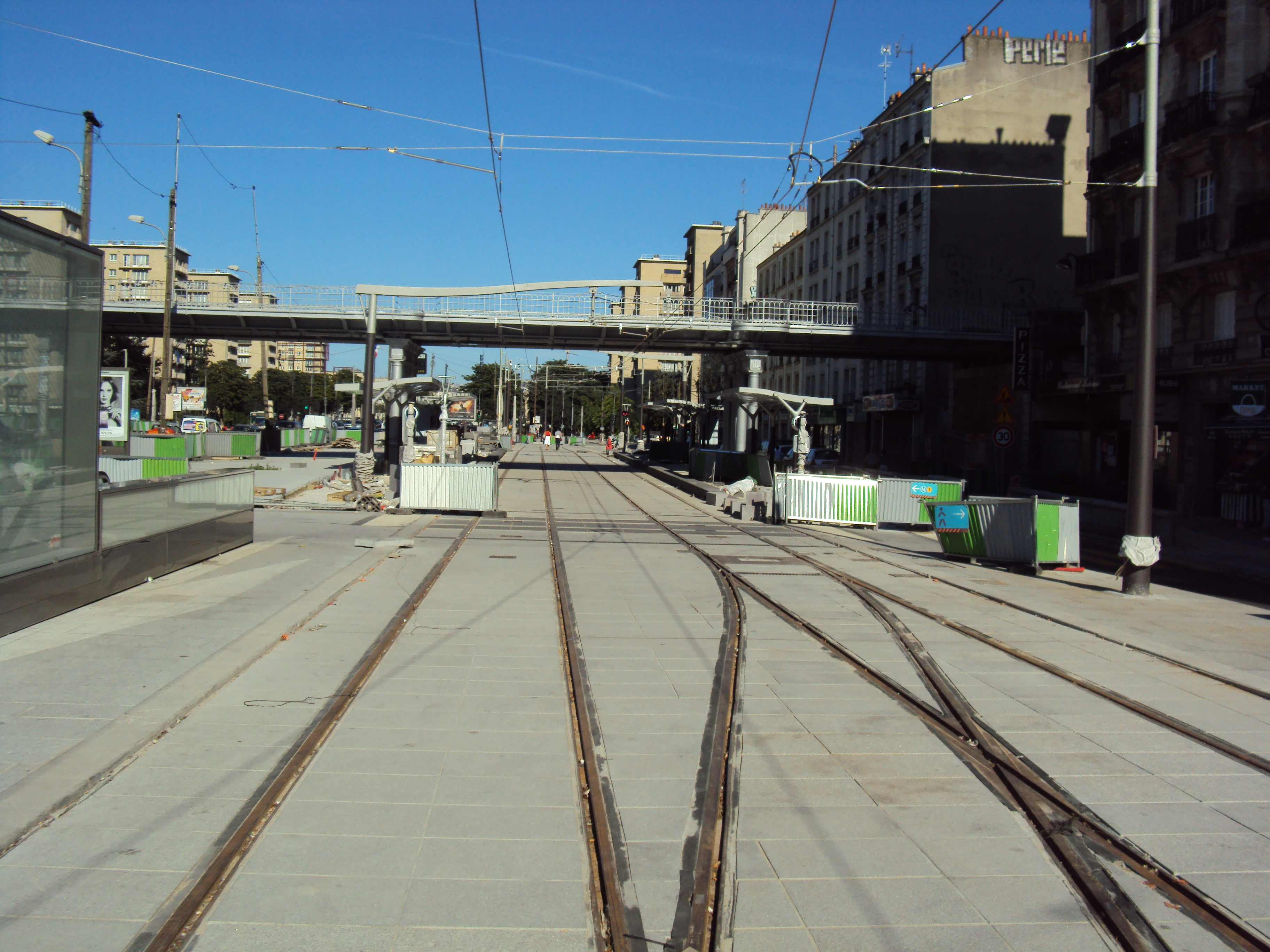
Station Porte de Vincennes et pont de la Petite Ceinture.
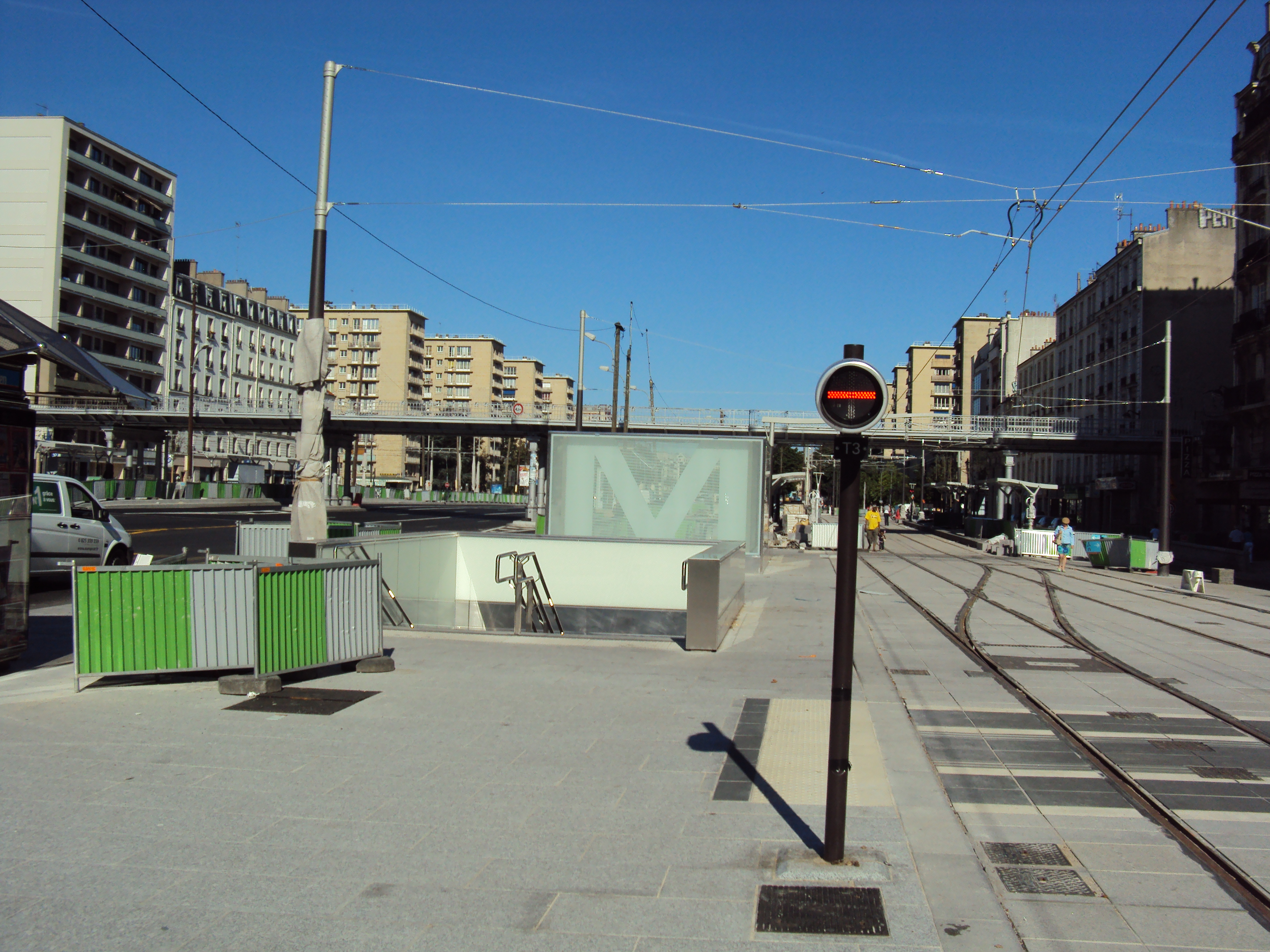
Nouvel accès à la station Porte de Vincennes.

## Tracé et stations

Tracé géographiquement exact de la ligne.

### Tracé
La ligne relie le pont du Garigliano, au sud-ouest de la capitale, à la porte de Vincennes au sud-est, le long d'un tracé de 12,4 kilomètres de long à travers les 15e, 14e, 13e et 12e arrondissements de Paris. Elle dessert vingt-cinq stations réparties sur le tiers sud de la périphérie de Paris. La voie possède un écartement des rails standard de 1 435 mm.
Le terminus occidental de la ligne se situe en position axiale sur le boulevard du Général-Martial-Valin dans le 15e arrondissement de Paris, à proximité immédiate de la Seine et de la ligne C du RER. Il possède deux voies dont une se prolonge par un tiroir. La ligne se dirige vers l'est en position axiale jusqu'à la station Balard. Une voie unique en partie dédoublée se débranche à cet endroit, et se dirige vers le sud dans l'axe de l'avenue de la Porte-de-Sèvres vers l'atelier de maintenance et de remisage Lucotte, situé à l'emplacement de la rue du Général-Lucotte.

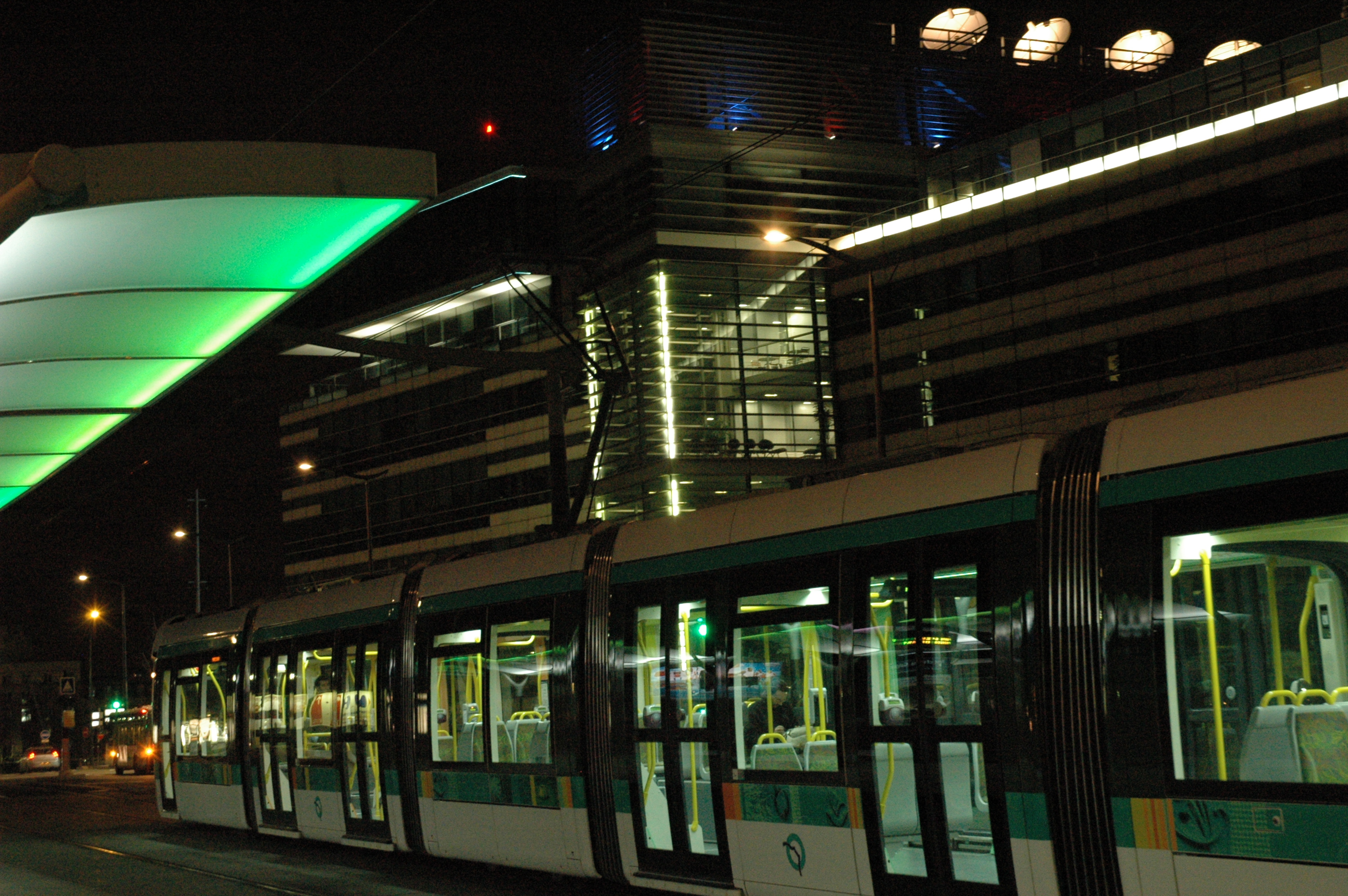
Terminus de la ligne de nuit à la station Pont du Garigliano.

La ligne se poursuit cette fois sur le boulevard Victor jusqu'à la porte de Versailles, avant d'aborder une rampe de 33 mm/m. Le tracé passe par une cuvette sous les voies de la ligne de Paris-Montparnasse à Brest, un peu au sud de l'ancienne gare de Ouest-Ceinture, puis pénètre dans le 14e arrondissement de Paris par le boulevard Brune. Il atteint la porte d'Orléans qui constitue un pôle d'échanges majeur au sud de Paris, et dessert la station à quais décalés. La ligne se poursuit vers l'est maintenant sur le boulevard Jourdan, longe le parc Montsouris où elle donne correspondance à la ligne B du RER, et atteint la porte de Gentilly. À partir de ce lieu, la ligne parcourt un environnement moins commercial que sur son tronçon ouest, mais dessert en revanche de grands équipements situés essentiellement sur sa partie sud. Pour cette raison, le tracé se place de manière latérale sur le côté méridional des boulevards. La ligne entre dans le 13e arrondissement de Paris et dessert le stade Charléty avant de sinuer le long de la Poterne des Peupliers pour sa plus longue interstation. Puis elle retrouve sa position axiale avant d'aborder la porte d'Italie.
Dorénavant sur le boulevard Masséna, la ligne retrouve une position latérale pour desservir la porte de Choisy, avec une station dotée d'un quai central en îlot, retourne ensuite en position axiale et atteint la porte d'Ivry,. Le tracé se poursuit en légère pente en direction du nord-est le long du boulevard Masséna, puis après le franchissement du faisceau de voies de la gare de Paris-Austerlitz, le long du boulevard du Général-d'Armée-Jean-Simon. La ligne franchit alors la Seine sur le pont National, et emprunte, sur la rive droite, le boulevard Poniatowski. Après la desserte de la station Porte Dorée, à quais décalés, la ligne continue le long des boulevards des Maréchaux en se redressant vers le nord, et parcourt le boulevard Soult. À la fin de ce boulevard, elle bifurque vers l'ouest sur le cours de Vincennes, où se débranche une jonction à double voie franchissant le cours la reliant à la ligne T3b, et rejoint son terminus Porte de Vincennes, en position latérale au sud du cours, prolongé par des tiroirs de retournement.

### Liste des stations
Elles sont listées ci-dessous d'ouest en est :

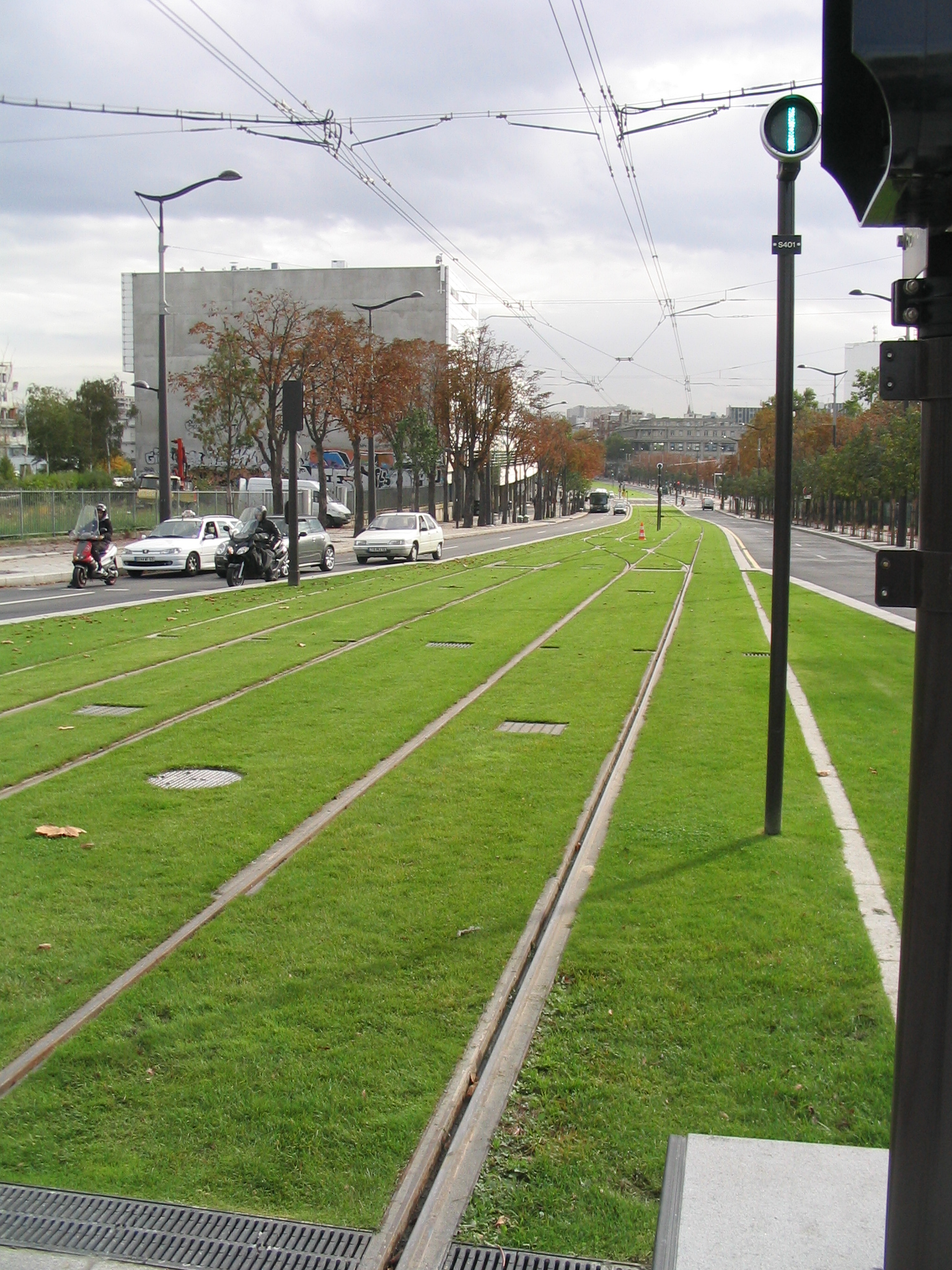
Les voies entre les stations Pont du Garigliano et Balard.

|  |   |  | Station                                              | Lat/Long                    | Zone | Commune   | Correspondances                                                                                         |
|  | - |  | ---------------------------------------------------- | --------------------------- | ---- | --------- | --- |
|  | ■ |  | Pont du Garigliano Hôpital européen Georges-Pompidou | 48° 50′ 17″ N, 2° 16′ 16″ E | 1    | Paris 15e | (RER) · (C)                                                                                             |
|  | • |  | Balard                                               | 48° 50′ 10″ N, 2° 16′ 42″ E | 1    | Paris 15e | (Suzanne Lenglen, à plus de 200 m)                                                                      |
|  | • |  | Desnouettes                                          | 48° 50′ 04″ N, 2° 17′ 02″ E | 1    | Paris 15e | (Porte d'Issy, à plus de 450 m)                                                                         |
|  | • |  | Porte de Versailles Parc des Expositions             | 48° 49′ 58″ N, 2° 17′ 17″ E | 1    | Paris 15e | (M) · (12) · (T) · (2)                                                                                  |
|  | • |  | Georges Brassens                                     | 48° 49′ 47″ N, 2° 17′ 44″ E | 1    | Paris 15e | |
|  | • |  | Brancion                                             | 48° 49′ 43″ N, 2° 18′ 03″ E | 1    | Paris 15e | |
|  | • |  | Porte de Vanves                                      | 48° 49′ 39″ N, 2° 18′ 24″ E | 1    | Paris 14e | (M) · (13)                                                                                              |
|  | • |  | Didot                                                | 48° 49′ 33″ N, 2° 18′ 48″ E | 1    | Paris 14e | |
|  | • |  | Jean Moulin                                          | 48° 49′ 29″ N, 2° 19′ 08″ E | 1    | Paris 14e | |
|  | • |  | Porte d'Orléans                                      | 48° 49′ 23″ N, 2° 19′ 32″ E | 1    | Paris 14e | (M) · (4)                                                                                               |
|  | • |  | Montsouris                                           | 48° 49′ 17″ N, 2° 20′ 00″ E | 1    | Paris 14e | |
|  | • |  | Cité Universitaire                                   | 48° 49′ 13″ N, 2° 20′ 19″ E | 1    | Paris 14e | (RER) · (B)                                                                                             |
|  | • |  | Stade Charléty Porte de Gentilly                     | 48° 49′ 10″ N, 2° 20′ 45″ E | 1    | Paris 13e | |
|  | • |  | Poterne des Peupliers                                | 48° 49′ 15″ N, 2° 21′ 03″ E | 1    | Paris 13e | |
|  | • |  | Porte d'Italie                                       | 48° 49′ 09″ N, 2° 21′ 37″ E | 1    | Paris 13e | (Maison Blanche, à plus de 550 m)                                                                       |
|  | • |  | Porte de Choisy                                      | 48° 49′ 11″ N, 2° 21′ 50″ E | 1    | Paris 13e | (M) · (7) · (T) · (9)                                                                                   |
|  | • |  | Porte d'Ivry                                         | 48° 49′ 18″ N, 2° 22′ 12″ E | 1    | Paris 13e | (M) · (7)                                                                                               |
|  | • |  | Maryse Bastié                                        | 48° 49′ 27″ N, 2° 22′ 37″ E | 1    | Paris 13e | |
|  | • |  | Avenue de France                                     | 48° 49′ 32″ N, 2° 22′ 52″ E | 1    | Paris 13e | (Bibliothèque François-Mitterrand, à plus de 500 m) (Bibliothèque François-Mitterrand, à plus de 500 m) |
|  | • |  | Baron Le Roy                                         | 48° 49′ 50″ N, 2° 23′ 37″ E | 1    | Paris 12e | |
|  | • |  | Porte de Charenton                                   | 48° 49′ 54″ N, 2° 23′ 52″ E | 1    | Paris 12e | (M) · (8)                                                                                               |
|  | • |  | Porte Dorée                                          | 48° 50′ 08″ N, 2° 24′ 24″ E | 1    | Paris 12e | (M) · (8)                                                                                               |
|  | • |  | Montempoivre                                         | 48° 50′ 26″ N, 2° 24′ 33″ E | 1    | Paris 12e | |
|  | • |  | Alexandra David-Néel                                 | 48° 50′ 39″ N, 2° 24′ 37″ E | 1    | Paris 12e | |
|  | ■ |  | Porte de Vincennes                                   | 48° 50′ 49″ N, 2° 24′ 37″ E | 1    | Paris 12e | (M) · (1) · (T) · (3b)                                                                                  |

Les stations en gras servent de départ ou de terminus à certaines missions.

### Intermodalité
La ligne T3a offre des correspondances plus ou moins directes avec les lignes 1, 4, 7, 8, 12, 13 et 14 du métro ainsi qu'avec les lignes B et C du RER à Pont du Garigliano, Cité Universitaire et Avenue de France (vers Bibliothèque François Mitterrand). Le T2 est accessible plus ou moins à distance aux stations Balard (vers Suzanne Lenglen), Desnouettes (vers Porte d'Issy) et Porte de Versailles. En outre, le T9 lui, prend naissance à Porte de Choisy.

### Noms des stations

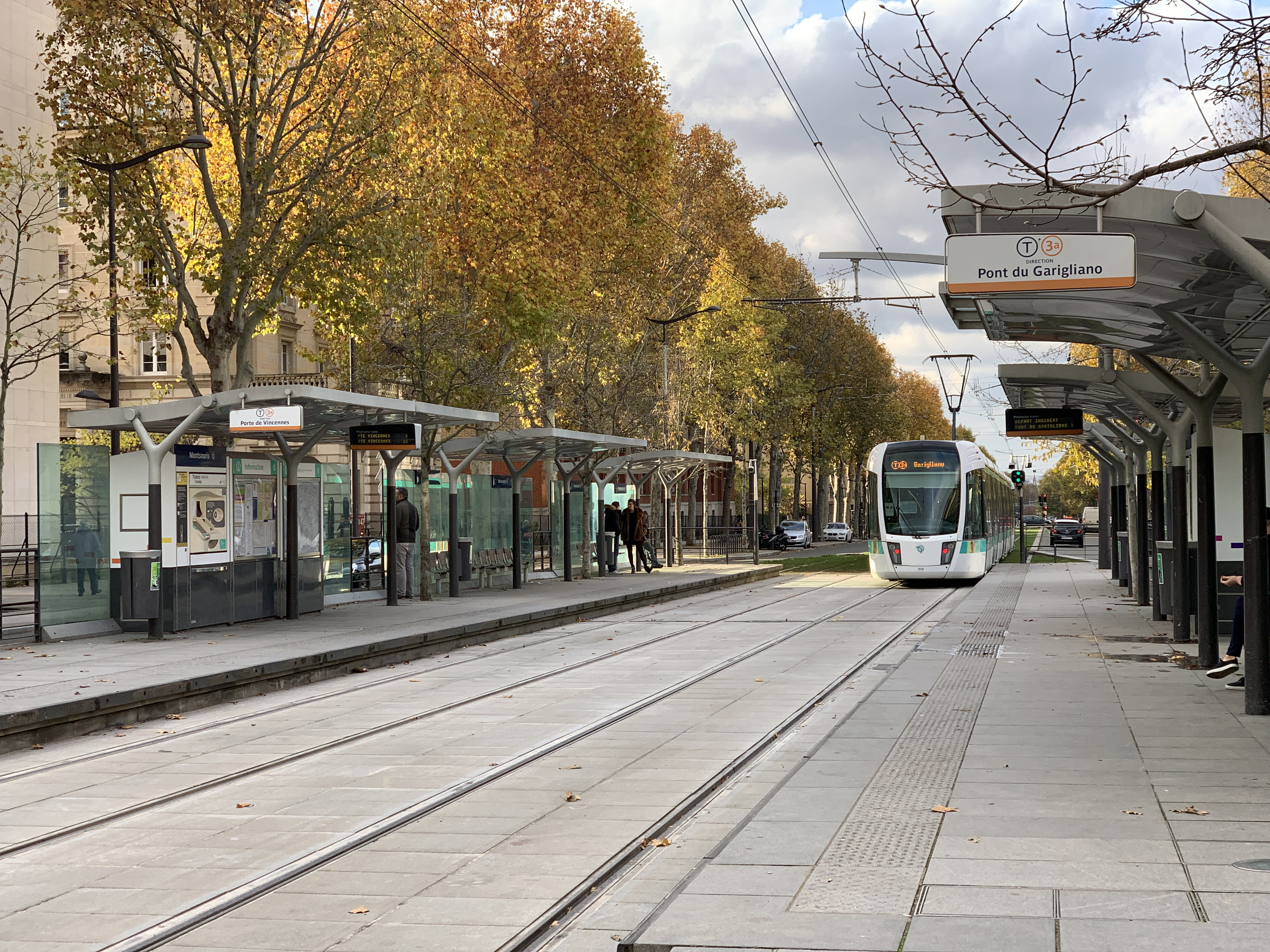
La station Montsouris.

Certaines stations appellent des précisions complémentaires quant à leur nom ou leur localisation :
- Desnouettes porte le nom de la rue Desnouettes, nommée en référence au général de cavalerie de Napoléon, le baron Charles Lefebvre-Desnouettes, et se situe à proximité de l'ancien bâtiment de l'école nationale supérieure de techniques avancées (ENSTA ParisTech, qui a depuis déménagé sur le plateau de Saclay) ;
- Georges Brassens rend hommage au chanteur Georges Brassens et au parc homonyme situé non loin. La station se situe sur le boulevard Lefebvre à la hauteur de la rue de Dantzig ;
- Brancion porte le nom de la porte Brancion ainsi que celui de la rue du même nom ;
- Didot porte le nom de la rue Didot qui rend hommage à la famille Didot, dynastie d'imprimeurs, éditeurs et typographes français ;
- Jean Moulin (porte de Châtillon) rend hommage au résistant Jean Moulin ;
- Montsouris (porte d'Arcueil) dessert le parc homonyme ;
- Charléty se situe devant une des entrées du stade Charléty ;
- Poterne des Peupliers se situe à proximité de la dernière poterne de l'enceinte de Thiers.
- Baron le Roy porte le nom de la rue Baron-Le-Roy dont le prolongement jusqu'au boulevard Poniatowski et au-delà jusqu'à Charenton était envisagé en 2008[37]. En 2023, cette rue n'est accessible au départ de la station que par un passage piétonnier au travers des anciennes installations de la gare de La Rapée-Bercy.

### Architecture des stations

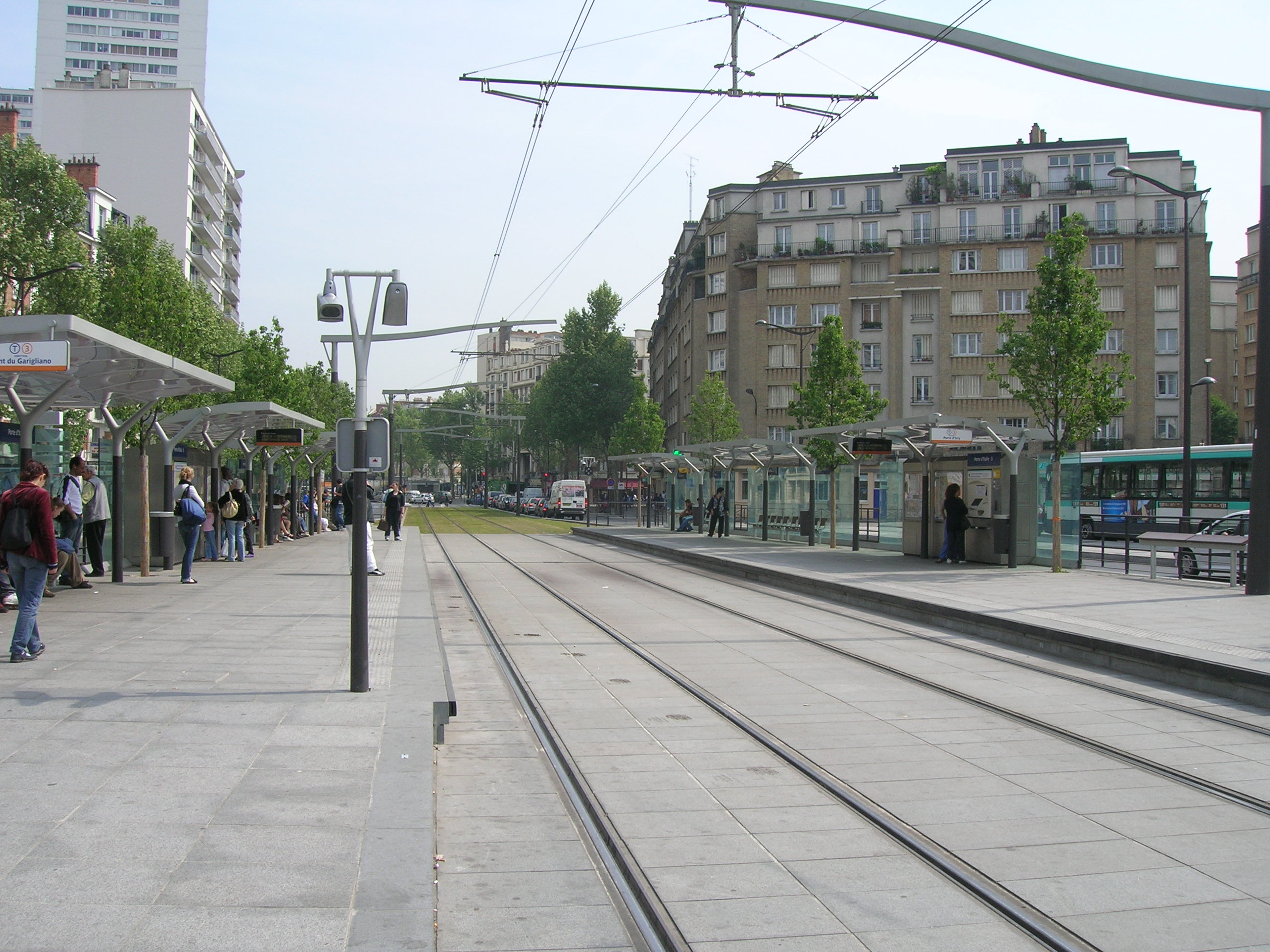
La station Porte d'Italie.

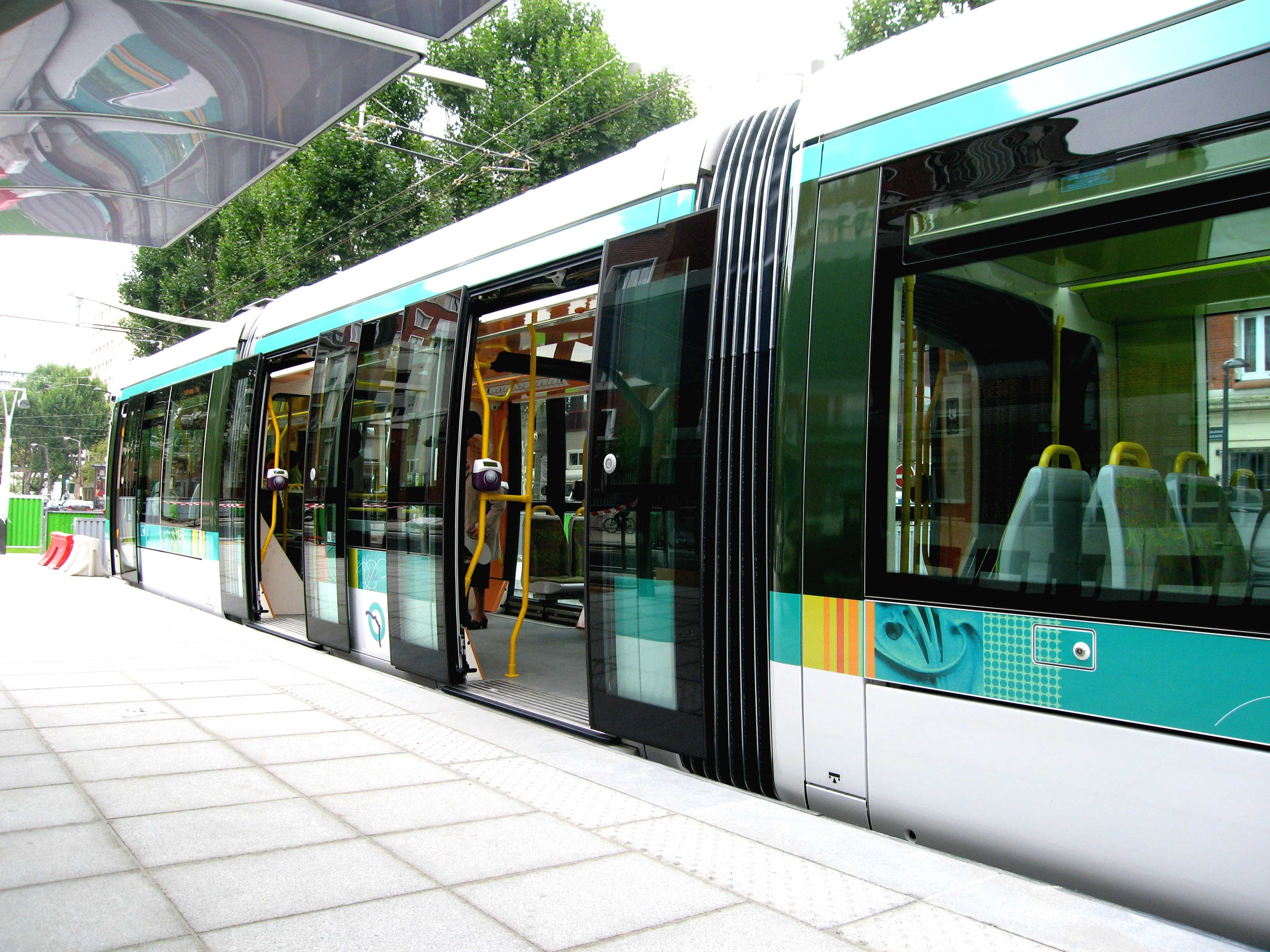
Une rame Citadis 402 de la ligne T3a à quai.

L'arrivée du tramway permet d'améliorer l'aménagement paysager des boulevards des Maréchaux ainsi que des rues adjacentes, grâce à l'architecte urbaniste Antoine Grumbach, en collaboration avec Michel Desvigne, paysagiste et Louis Clair, éclairagiste.
La voie de circulation est engazonnée sur les deux tiers du tracé, soit environ 36 000 m2, ce qui permet aussi de réduire les vibrations et le bruit au passage du tram. Le gazon est arrosé automatiquement, selon un débit variable en fonction de la météo pour économiser l'eau.
Trois cents arbres ont été ajoutés et trois cents autres remplacés, pour en faire ce que le paysagiste Michel Desvigne, chargé du projet, appelle un boulevard jardiné. Au total, mille arbres ont été plantés, dont près de six cents sur les 7,9 kilomètres du tracé, et quatre cents dans les rues adjacentes. Aux essences déjà présentes sur le boulevard des Maréchaux – aulne, catalpa, chêne, érable, érable pourpre, érable negundo, févier, marronnier, micocoulier, mûrier à feuilles de platane, noyer, orme de Sibérie, orme, peuplier blanc, paulownia tomenteux, platane commun, sophora et tilleul – viennent s'ajouter albizzia, amélanchier, arbre de Judée, aubépine, cerisier à grappes, cerisier à fleurs, charme-houblon, frêne, frêne à fleurs, noisetier de Byzance, magnolia de Kobé, poirier à feuilles de saule, poirier de Chine et sorbier.
Des bancs de métal sont installés sur les trottoirs, qui accueillent aussi les pavés enlevés de l'ancienne chaussée. L'éclairage a deux objectifs : accroître la sécurité des riverains et des voyageurs, tout en contribuant à améliorer le cadre de vie, en redonnant aux couleurs leur éclat naturel. Les stations sont éclairées par la voûte des abris voyageurs ainsi que par des spots encastrés dans le sol au pied des arbres. Les auvents des abris voyageurs s'éclairent de couleurs différentes en fonction du mouvement des tramways ou à l'occasion d'événements divers. Au total, près de 4 000 points lumineux ont été disposés le long de la ligne.
Les stations du tramway et les « porte-LAC » ont été conçues par Jean-Michel Wilmotte avec des études techniques d'Arnaud de Bussières, en tenant compte du style des mobiliers urbains parisiens et de celui des objets de la RATP. Ces poteaux assurent également l'éclairage des voies de circulation automobile et des trottoirs dans les deux tiers des cas.

### Tramway et art contemporain
La création de la ligne est l'occasion pour la municipalité d'intégrer l'art contemporain à l'espace urbain, en exposant en permanence plusieurs œuvres. Cet aménagement est financé par les fonds de la ville, avec la participation de la région et du ministère de la Culture et de la Communication, au titre de la commande publique,. À l'ouverture de la ligne en 2006, neuf installations contemporaines, réalisées par huit artistes différents, sont censées jalonner son parcours ou être érigées à proximité,. L'une d'entre elles, Pont de Peter Kogler, n'est pas installée sur le pont ferroviaire de Vanves où elle est pourtant prévue. Une autre, Le Téléphone de Sophie Calle, est retirée du pont du Garigliano en 2012.
En 2012, le prolongement à l'est donne lieu à l'installation de six nouvelles œuvres sous la direction artistique de Christian Bernard.
D'ouest en est, les œuvres sont les suivantes :
- Pont du Garigliano : Le Téléphone, Sophie Calle et Frank Gehry (installée en 2006 au milieu du pont, l'œuvre est retirée le 12 mars 2012)
- Porte de Versailles : From Boullée to Eternity, Dan Graham (73 boulevard Victor)
- Brancion / Porte de Vanves : Pont (prévue pont ferroviaire de Vanves, jamais installée)
- Porte de Vanves : Incubate Lactate Perambulate d'Angela Bulloch (26 boulevard Brune)
- Montsouris : Tchaïkovski de Claude Lévêque (intersection du boulevard Jourdan et de l'avenue David-Weill sur les bâtiments de l'aqueduc de la Vanne et du Loing)
- Cité Universitaire : Murmures de Christian Boltanski (parc Montsouris)
- Poterne des Peupliers : Mirage, Bertrand Lavier (rue des Peupliers)
- Porte d'Italie : Skate Park, Peter Kogler (square Robert-Bajac)
- Porte d'Ivry : 1SQMH, Didier Faustino (croisement de la rue Émile-Levassor et du boulevard Masséna)
- Maryse Bastié : Les Lanternes (porte de Vitry, sous le pont de la Petite Ceinture)
- Avenue de France : Les Rochers dans le ciel, Didier Marcel, et Monochrome for Paris, Nancy Rubins
- Baron Le Roy : Les Complots, Sylvie Auvray (boulevard Poniatowski)
- Porte de Charenton : Jardin des diversités végétales, Michel Corajoud
- Porte Dorée : Les Plates-formes de la porte Dorée, John M. Armleder et Group8
- Montempoivre : Les Complots, Sylvie Auvray (boulevard Poniatowski)
- Porte de Vincennes : Call & Response, Langlands et Bell.
- Toutes les stations : Les Fleurs des Maréchaux, Patrick Corillon (impressions sur les vitres des abris).

La ligne 3b, ouverte en 2012 en même temps que l'extension orientale de la ligne 3a, possède ses propres œuvres.

### Plan des voies
|                       |                       |                       |                       |                       |                       |                       |                       |                       |                       |                       |                       |                 |                 |                 |                 |                 |                 |                 |                 |                 |                 |                 |                     |                     |                     |                     |                     |                     |                     |                     |                     |                     |                     |                     |                     |                     |                     |                     |                     |                    |                    |                    |                    |                    |                    |                    |                    |                    |                  |                  |
| Pont du Garigliano    | Pont du Garigliano    | Pont du Garigliano    | Pont du Garigliano    | Pont du Garigliano    | Pont du Garigliano    | Pont du Garigliano    | Balard                | Balard                | Balard                | Balard                | Balard                | Balard          | Balard          | Balard          | Balard          | Balard          | Balard          | Balard          | Balard          | Balard          | Balard          | Balard          | Porte de Versailles | Porte de Versailles | Porte de Versailles | Porte de Versailles | Porte de Versailles | Porte de Versailles | Porte de Versailles | Porte de Versailles | Porte de Versailles | Porte de Versailles | Porte de Versailles | Porte de Versailles | Porte de Versailles | Porte de Versailles | Porte de Versailles | Porte de Versailles | Porte de Versailles |                    |                    |                    |                    | Brancion           | Brancion           | Brancion           | Brancion           | Brancion           | Brancion         | Brancion         |
|                       |                       |                       |                       |                       |                       |                       |                       |                       |                       |                       |                       |                 |                 |                 |                 |                 |                 |                 |                 |                 |                 |                 |                     |                     |                     |                     |                     |                     |                     |                     |                     |                     |                     |                     |                     |                     |                     |                     |                     |                    |                    |                    |                    |                    |                    |                    |                    |                    |                  |                  |
|                       |                       |                       |                       |                       |                       |                       |                       |                       |                       |                       |                       |                 |                 |                 |                 |                 |                 |                 |                 |                 |                 |                 |                     |                     |                     |                     |                     |                     |                     |                     |                     |                     |                     |                     |                     |                     |                     |                     |                     |                    |                    |                    |                    |                    |                    |                    |                    |                    |                  |                  |
|                       |                       |                       |                       |                       |                       |                       |                       |                       |                       |                       |                       |                 |                 |                 |                 |                 |                 |                 |                 |                 |                 |                 |                     |                     |                     |                     |                     |                     |                     |                     |                     |                     |                     |                     |                     |                     |                     |                     |                     |                    |                    |                    |                    |                    |                    |                    |                    |                    |                  |                  |
|                       |                       |                       |                       |                       |                       |                       |                       |                       |                       |                       |                       |                 |                 |                 |                 |                 |                 |                 |                 |                 |                 |                 |                     |                     |                     |                     |                     |                     |                     |                     |                     |                     |                     |                     |                     |                     |                     |                     |                     |                    |                    |                    |                    |                    |                    |                    |                    |                    |                  |                  |
|                       |                       |                       |                       |                       |                       |                       |                       |                       |                       |                       |                       |                 |                 |                 |                 |                 |                 |                 |                 |                 |                 |                 |                     |                     |                     |                     |                     |                     |                     |                     |                     |                     |                     |                     |                     |                     |                     |                     |                     |                    |                    |                    |                    |                    |                    |                    |                    |                    |                  |                  |
|                       |                       |                       |                       |                       |                       |                       |                       |                       |                       |                       |                       |                 |                 |                 |                 |                 |                 |                 |                 |                 |                 |                 |                     |                     |                     |                     |                     |                     |                     |                     |                     |                     |                     |                     |                     |                     |                     |                     |                     |                    |                    |                    |                    |                    |                    |                    |                    |                    |                  |                  |
|                       |                       |                       |                       |                       |                       |                       |                       |                       |                       |                       |                       |                 |                 |                 |                 |                 |                 |                 |                 |                 |                 |                 |                     |                     |                     |                     |                     |                     |                     |                     |                     |                     |                     |                     |                     |                     |                     |                     |                     |                    |                    |                    |                    |                    |                    |                    |                    |                    |                  |                  |
|                       |                       |                       |                       |                       |                       | Vers ateliers         | Vers ateliers         | Vers ateliers         | Vers ateliers         | Vers ateliers         | Vers ateliers         | Vers ateliers   | Vers ateliers   | Vers ateliers   | Vers ateliers   | Vers ateliers   | Desnouettes     | Desnouettes     | Desnouettes     | Desnouettes     | Desnouettes     | Desnouettes     | Desnouettes         | Desnouettes         | Desnouettes         | Desnouettes         | Desnouettes         | Desnouettes         | Georges Brassens    | Georges Brassens    | Georges Brassens    | Georges Brassens    | Georges Brassens    | Georges Brassens    | Georges Brassens    | Georges Brassens    | Georges Brassens    | Georges Brassens    | Georges Brassens    | Georges Brassens   | Georges Brassens   | Georges Brassens   | Georges Brassens   | Georges Brassens   | Georges Brassens   | Georges Brassens   | Georges Brassens   | Georges Brassens   | Georges Brassens | Georges Brassens |
|                       |                       |                       |                       |                       |                       |                       |                       |                       |                       |                       |                       |                 |                 |                 |                 |                 |                 |                 |                 |                 |                 |                 |                     |                     |                     |                     |                     |                     |                     |                     |                     |                     |                     |                     |                     |                     |                     |                     |                     |                    |                    |                    |                    |                    |                    |                    |                    |                    |                  |                  |
|                       |                       |                       |                       |                       |                       |                       |                       |                       |                       |                       |                       |                 |                 |                 |                 |                 |                 |                 |                 |                 |                 |                 |                     |                     |                     |                     |                     |                     |                     |                     |                     |                     |                     |                     |                     |                     |                     |                     |                     |                    |                    |                    |                    |                    |                    |                    |                    |                    |                  |                  |
|                       |                       |                       |                       |                       |                       |                       |                       |                       |                       |                       |                       |                 |                 |                 |                 |                 |                 |                 |                 |                 |                 |                 |                     |                     |                     |                     |                     |                     |                     |                     |                     |                     |                     |                     |                     |                     |                     |                     |                     |                    |                    |                    |                    |                    |                    |                    |                    |                    |                  |                  |
| Porte de Vanves       | Porte de Vanves       | Porte de Vanves       | Porte de Vanves       | Porte de Vanves       | Porte de Vanves       | Porte de Vanves       | Jean Moulin           | Jean Moulin           | Jean Moulin           | Jean Moulin           | Jean Moulin           | Jean Moulin     | Jean Moulin     | Jean Moulin     | Jean Moulin     | Jean Moulin     | Jean Moulin     | Jean Moulin     | Jean Moulin     | Jean Moulin     | Jean Moulin     | Jean Moulin     | Jean Moulin         | Jean Moulin         | Jean Moulin         | Montsouris          | Montsouris          | Montsouris          | Montsouris          | Montsouris          | Montsouris          | Montsouris          | Montsouris          | Montsouris          | Montsouris          | Montsouris          | Montsouris          | Montsouris          |                     |                    |                    |                    |                    | Stade Charléty     | Stade Charléty     | Stade Charléty     | Stade Charléty     | Stade Charléty     | Stade Charléty   | Stade Charléty   |
|                       |                       |                       |                       |                       |                       |                       |                       |                       |                       |                       |                       |                 |                 |                 |                 |                 |                 |                 |                 |                 |                 |                 |                     |                     |                     |                     |                     |                     |                     |                     |                     |                     |                     |                     |                     |                     |                     |                     |                     |                    |                    |                    |                    |                    |                    |                    |                    |                    |                  |                  |
|                       |                       |                       |                       |                       |                       |                       |                       |                       |                       |                       |                       |                 |                 |                 |                 |                 |                 |                 |                 |                 |                 |                 |                     |                     |                     |                     |                     |                     |                     |                     |                     |                     |                     |                     |                     |                     |                     |                     |                     |                    |                    |                    |                    |                    |                    |                    |                    |                    |                  |                  |
|                       |                       |                       |                       |                       |                       |                       |                       |                       |                       |                       |                       |                 |                 |                 |                 |                 |                 |                 |                 |                 |                 |                 |                     |                     |                     |                     |                     |                     |                     |                     |                     |                     |                     |                     |                     |                     |                     |                     |                     |                    |                    |                    |                    |                    |                    |                    |                    |                    |                  |                  |
|                       |                       |                       |                       |                       |                       |                       |                       |                       |                       |                       |                       |                 |                 |                 |                 |                 |                 |                 |                 |                 |                 |                 |                     |                     |                     |                     |                     |                     |                     |                     |                     |                     |                     |                     |                     |                     |                     |                     |                     |                    |                    |                    |                    |                    |                    |                    |                    |                    |                  |                  |
|                       |                       |                       |                       |                       |                       |                       |                       |                       |                       |                       |                       |                 |                 |                 |                 |                 |                 |                 |                 |                 |                 |                 |                     |                     |                     |                     |                     |                     |                     |                     |                     |                     |                     |                     |                     |                     |                     |                     |                     |                    |                    |                    |                    |                    |                    |                    |                    |                    |                  |                  |
|                       |                       |                       |                       |                       |                       |                       |                       |                       |                       |                       |                       |                 |                 |                 |                 |                 |                 |                 |                 |                 |                 |                 |                     |                     |                     |                     |                     |                     |                     |                     |                     |                     |                     |                     |                     |                     |                     |                     |                     |                    |                    |                    |                    |                    |                    |                    |                    |                    |                  |                  |
|                       |                       |                       |                       | Didot                 | Didot                 | Didot                 | Didot                 | Didot                 | Didot                 | Didot                 | Didot                 | Didot           | Didot           | Didot           | Didot           | Didot           | Porte d'Orléans | Porte d'Orléans | Porte d'Orléans | Porte d'Orléans | Porte d'Orléans | Porte d'Orléans | Porte d'Orléans     | Porte d'Orléans     | Porte d'Orléans     | Porte d'Orléans     | Porte d'Orléans     | Porte d'Orléans     | Porte d'Orléans     | Porte d'Orléans     | Cité Universitaire  | Cité Universitaire  | Cité Universitaire  | Cité Universitaire  | Cité Universitaire  | Cité Universitaire  | Cité Universitaire  | Cité Universitaire  | Cité Universitaire  | Cité Universitaire | Cité Universitaire | Cité Universitaire | Cité Universitaire | Cité Universitaire | Cité Universitaire | Cité Universitaire | Cité Universitaire | Cité Universitaire |                  |                  |
|                       |                       |                       |                       |                       |                       |                       |                       |                       |                       |                       |                       |                 |                 |                 |                 |                 |                 |                 |                 |                 |                 |                 |                     |                     |                     |                     |                     |                     |                     |                     |                     |                     |                     |                     |                     |                     |                     |                     |                     |                    |                    |                    |                    |                    |                    |                    |                    |                    |                  |                  |
|                       |                       |                       |                       |                       |                       |                       |                       |                       |                       |                       |                       |                 |                 |                 |                 |                 |                 |                 |                 |                 |                 |                 |                     |                     |                     |                     |                     |                     |                     |                     |                     |                     |                     |                     |                     |                     |                     |                     |                     |                    |                    |                    |                    |                    |                    |                    |                    |                    |                  |                  |
|                       |                       |                       |                       |                       |                       |                       |                       |                       |                       |                       |                       |                 |                 |                 |                 |                 |                 |                 |                 |                 |                 |                 |                     |                     |                     |                     |                     |                     |                     |                     |                     |                     |                     |                     |                     |                     |                     |                     |                     |                    |                    |                    |                    |                    |                    |                    |                    |                    |                  |                  |
| Poterne des Peupliers | Poterne des Peupliers | Poterne des Peupliers | Poterne des Peupliers | Poterne des Peupliers | Poterne des Peupliers | Poterne des Peupliers | Poterne des Peupliers | Poterne des Peupliers | Poterne des Peupliers | Poterne des Peupliers | Poterne des Peupliers | Porte de Choisy | Porte de Choisy | Porte de Choisy | Porte de Choisy | Porte de Choisy | Porte de Choisy | Porte de Choisy | Porte de Choisy | Porte de Choisy | Porte de Choisy | Porte de Choisy | Porte de Choisy     | Porte de Choisy     | Porte de Choisy     | Porte de Choisy     | Porte de Choisy     | Porte de Choisy     | Porte de Choisy     | Porte de Choisy     | Porte de Choisy     | Porte de Choisy     |                     |                     |                     |                     |                     |                     |                     |                    |                    |                    |                    |                    |                    |                    |                    |                    |                  |                  |
|                       |                       |                       |                       |                       |                       |                       |                       |                       |                       |                       |                       |                 |                 |                 |                 |                 |                 |                 |                 |                 |                 |                 |                     |                     |                     |                     |                     |                     |                     |                     |                     |                     |                     |                     |                     |                     |                     |                     |                     |                    |                    |                    |                    |                    |                    |                    |                    |                    |                  |                  |
|                       |                       |                       |                       |                       |                       |                       |                       |                       |                       |                       |                       |                 |                 |                 |                 |                 |                 |                 |                 |                 |                 |                 |                     |                     |                     |                     |                     |                     |                     |                     |                     |                     |                     |                     |                     |                     |                     |                     |                     |                    |                    |                    |                    |                    |                    |                    |                    |                    |                  |                  |
|                       |                       |                       |                       |                       |                       |                       |                       |                       |                       |                       |                       |                 |                 |                 |                 |                 |                 |                 |                 |                 |                 |                 |                     |                     |                     |                     |                     |                     |                     |                     |                     |                     |                     |                     |                     |                     |                     |                     |                     |                    |                    |                    |                    |                    |                    |                    |                    |                    |                  |                  |
|                       |                       |                       |                       |                       |                       |                       |                       |                       |                       |                       |                       |                 |                 |                 |                 |                 |                 |                 |                 |                 |                 |                 |                     |                     |                     |                     |                     |                     |                     |                     |                     |                     |                     |                     |                     |                     |                     |                     |                     |                    |                    |                    |                    |                    |                    |                    |                    |                    |                  |                  |
|                       |                       |                       |                       |                       |                       |                       |                       |                       |                       |                       |                       |                 |                 |                 |                 |                 |                 |                 |                 |                 |                 |                 |                     |                     |                     |                     |                     |                     |                     |                     |                     |                     |                     |                     |                     |                     |                     |                     |                     |                    |                    |                    |                    |                    |                    |                    |                    |                    |                  |                  |
|                       |                       |                       |                       |                       |                       |                       |                       |                       |                       |                       |                       |                 |                 |                 |                 |                 |                 |                 |                 |                 |                 |                 |                     |                     |                     |                     |                     |                     |                     |                     |                     |                     |                     |                     |                     |                     |                     |                     |                     |                    |                    |                    |                    |                    |                    |                    |                    |                    |                  |                  |
|                       |                       |                       |                       |                       |                       |                       |                       |                       |                       |                       |                       |                 |                 |                 |                 |                 |                 |                 |                 |                 |                 |                 |                     |                     |                     |                     |                     |                     |                     |                     |                     |                     |                     |                     |                     |                     |                     |                     |                     |                    |                    |                    |                    |                    |                    |                    |                    |                    |                  |                  |
|                       |                       |                       |                       |                       | Porte d'Italie        | Porte d'Italie        | Porte d'Italie        | Porte d'Italie        | Porte d'Italie        | Porte d'Italie        | Porte d'Italie        | Porte d'Italie  | Porte d'Italie  | Porte d'Italie  | Porte d'Italie  | Porte d'Italie  | Porte d'Italie  | Porte d'Italie  | Porte d'Italie  | Porte d'Italie  | Porte d'Italie  | Porte d'Italie  | Porte d'Italie      | Porte d'Italie      | Porte d'Italie      | Porte d'Ivry        | Porte d'Ivry        | Porte d'Ivry        | Porte d'Ivry        | Porte d'Ivry        | Porte d'Ivry        | Porte d'Ivry        |                     |                     |                     |                     |                     |                     |                     |                    |                    |                    |                    |                    |                    |                    |                    |                    |                  |                  |
|                       |                       |                       |                       |                       |                       |                       |                       |                       |                       |                       |                       |                 |                 |                 |                 |                 |                 |                 |                 |                 |                 |                 |                     |                     |                     |                     |                     |                     |                     |                     |                     |                     |                     |                     |                     |                     |                     |                     |                     |                    |                    |                    |                    |                    |                    |                    |                    |                    |                  |                  |

## Exploitation de la ligne

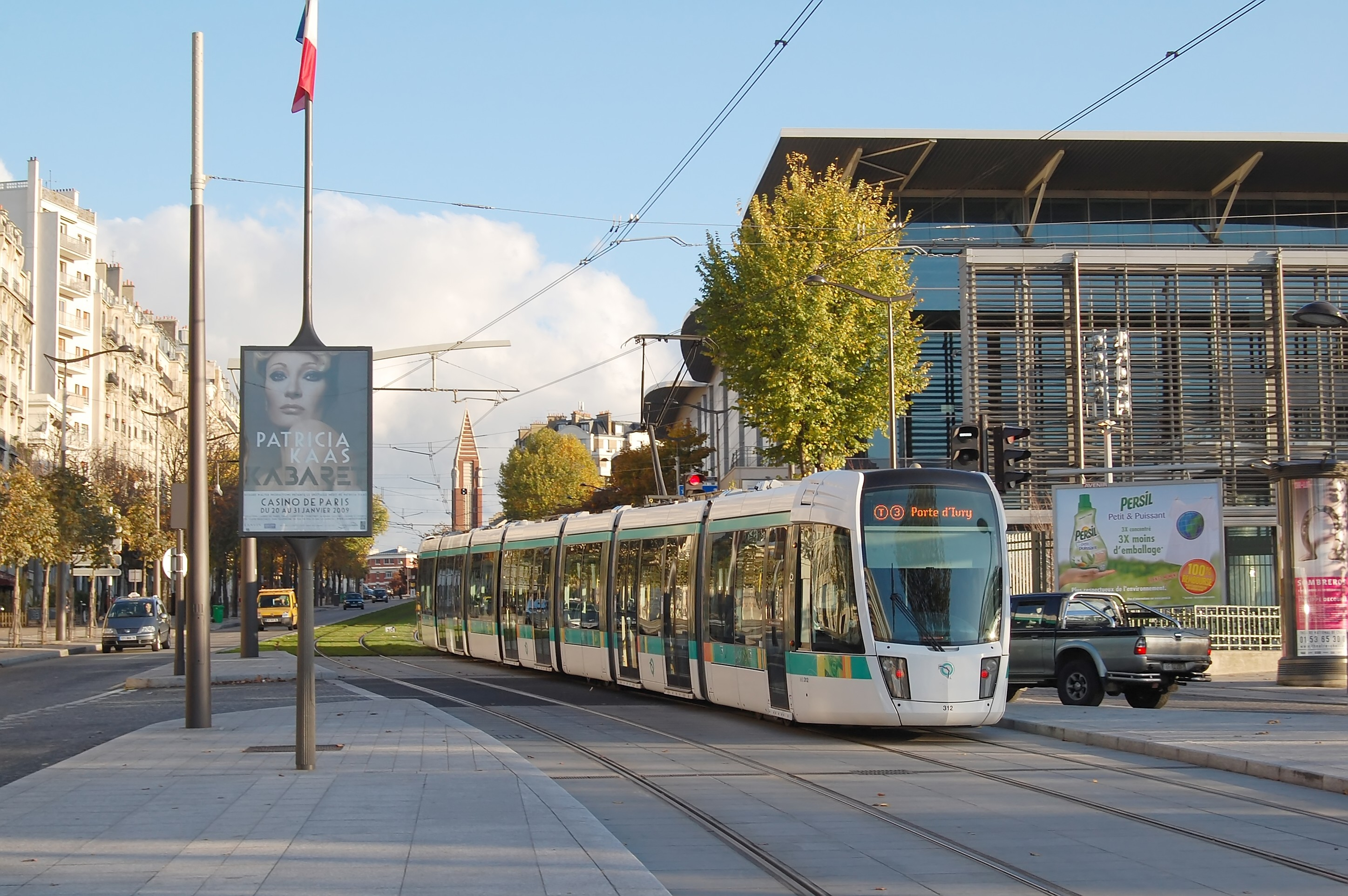
La rame Citadis 402 no 312 passe devant le Parc des expositions de la porte de Versailles.

La vitesse commerciale était prévue à terme à 20 km/h, après une période transitoire de dix-huit mois durant laquelle elle devait passer progressivement de 16 km/h à 18 km/h puis 20 km/h. Toutefois fin 2009, cette vitesse n'atteignait que 17,5 km/h aux heures creuses selon le rapport de la Cour des comptes. La signalisation routière aux carrefours donne la priorité aux tramways, ce qui favorise leur progression (et est, de plus, dissuasif pour les automobilistes, choix qui était clair dès le début du projet).
La fréquence des rames est de quatre à cinq minutes aux heures de pointe et de six à huit minutes aux heures creuses, du lundi au vendredi. Elle est de quinze minutes de 22 h à la fin du service. Le samedi, l'intervalle entre deux rames varie de six à neuf minutes en journée et de sept à dix minutes les dimanches et jours de fêtes.
Le premier départ depuis Pont du Garigliano est à 4 h 50 (5 h 50 les dimanches et jours fériés) ; celui depuis Porte de Vincennes est à 5 h 30 (6 h 30 les dimanches et jours fériés). Le dernier tramway part du pont du Garigliano à 0 h 35 (1 h 35 les vendredis, samedis et veilles de fête) et de la porte de Vincennes à 1 h 05 (2 h 05 les vendredis, samedis et veilles de fête). Ces horaires sont allégés durant la période estivale.

### Matériel roulant

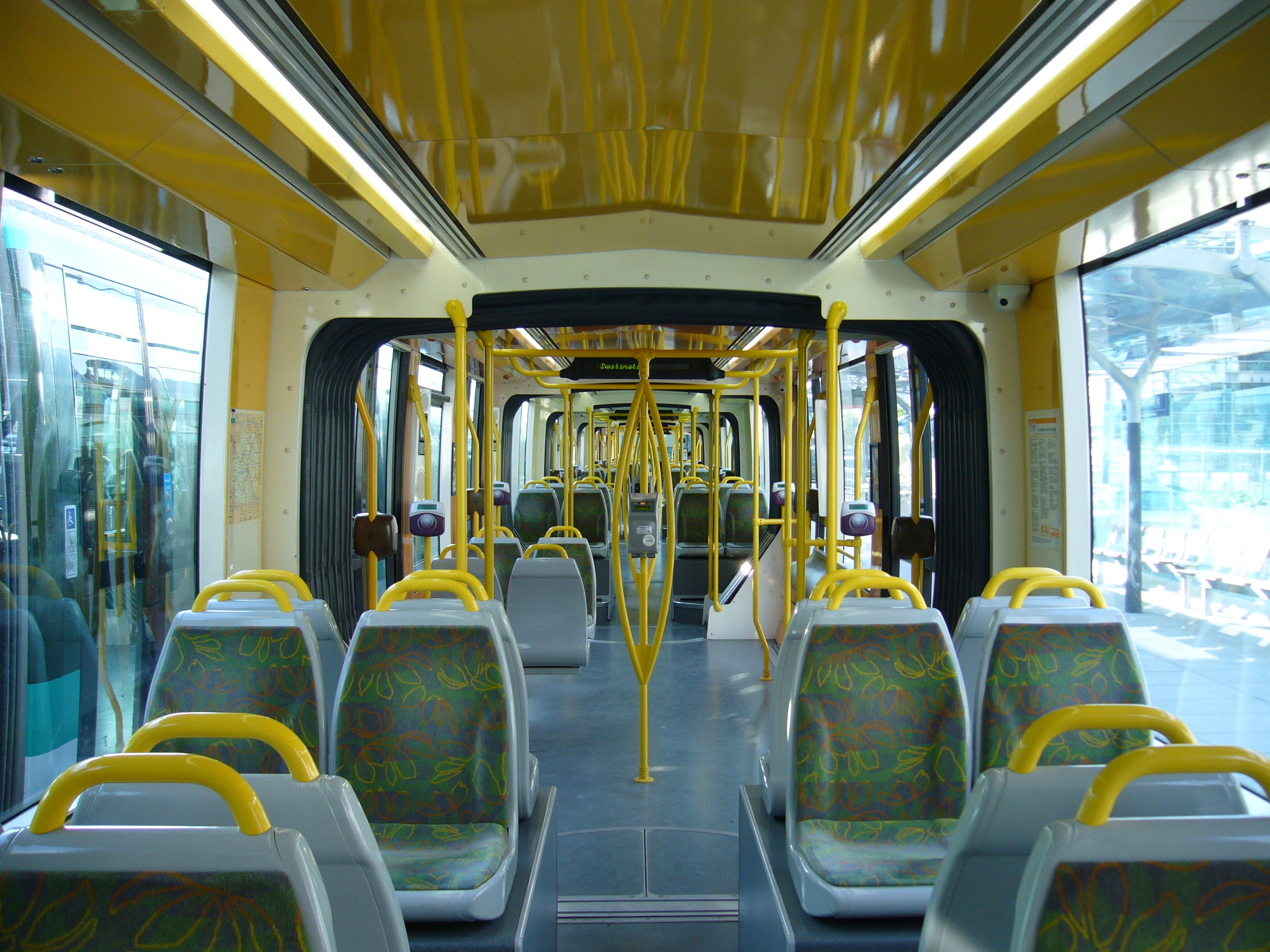
Intérieur d'une rame de la ligne T3a.

Le matériel choisi pour équiper la ligne est le Citadis 402 d'Alstom. Celui-ci a pour caractéristiques de posséder un plancher bas intégral le rendant accessible aux personnes à mobilité réduite, une ventilation réfrigérée et un système de vidéosurveillance. Les rames ont une longueur de 43,7 m pour une largeur de 2,65 m. Elles sont composées de sept modules et le nombre de places assises est de soixante-dix-huit pour une capacité totale de 304 personnes par rame. Le matériel, apte à une vitesse maximale de 60 km/h, est entraîné par six moteurs asynchrones d'une puissance nominale de 120 kilowatts, alimentés sous une tension de 750 volts continu, courant capté par caténaire via un pantographe.
Les rames, commandées en décembre 2003, sont fabriquées dans les usines du Creusot (bogies), de Tarbes (équipements électriques et électronique de traction), de Villeurbanne (électronique embarquée), d'Ornans (moteurs) et assemblées à l'usine d'Aytré, près de La Rochelle. Leur conception esthétique a fait l'objet de recherches poussées par plusieurs designers : Régine Charvet Pello pour le concept général, le coloriste Vonnik Hertig pour les tissus et les ambiances intérieures, Emmanuel Fédon et Luc Maillet pour l'habillage extérieur des rames. La livrée des rames est personnalisée, associant le vert jade traditionnel de la RATP à divers visuels symboliques de la ville de Paris.
En tout vingt et une rames assurent le fonctionnement de la ligne. Les rames roulent à droite, comme celles du métro, mais contrairement à celles du RER qui roulent à gauche comme l'essentiel des trains du réseau ferroviaire national français.
Depuis juin 2009, la RATP et Alstom expérimentent dans le cadre du projet « STEEM » (Système de tramway à efficacité énergétique maximisée), sur une rame du T3 une technologie de super-condensateurs qui permettrait à terme d'importantes économies d'énergie et la recharge des rames en station.

### Conduite et signalisation

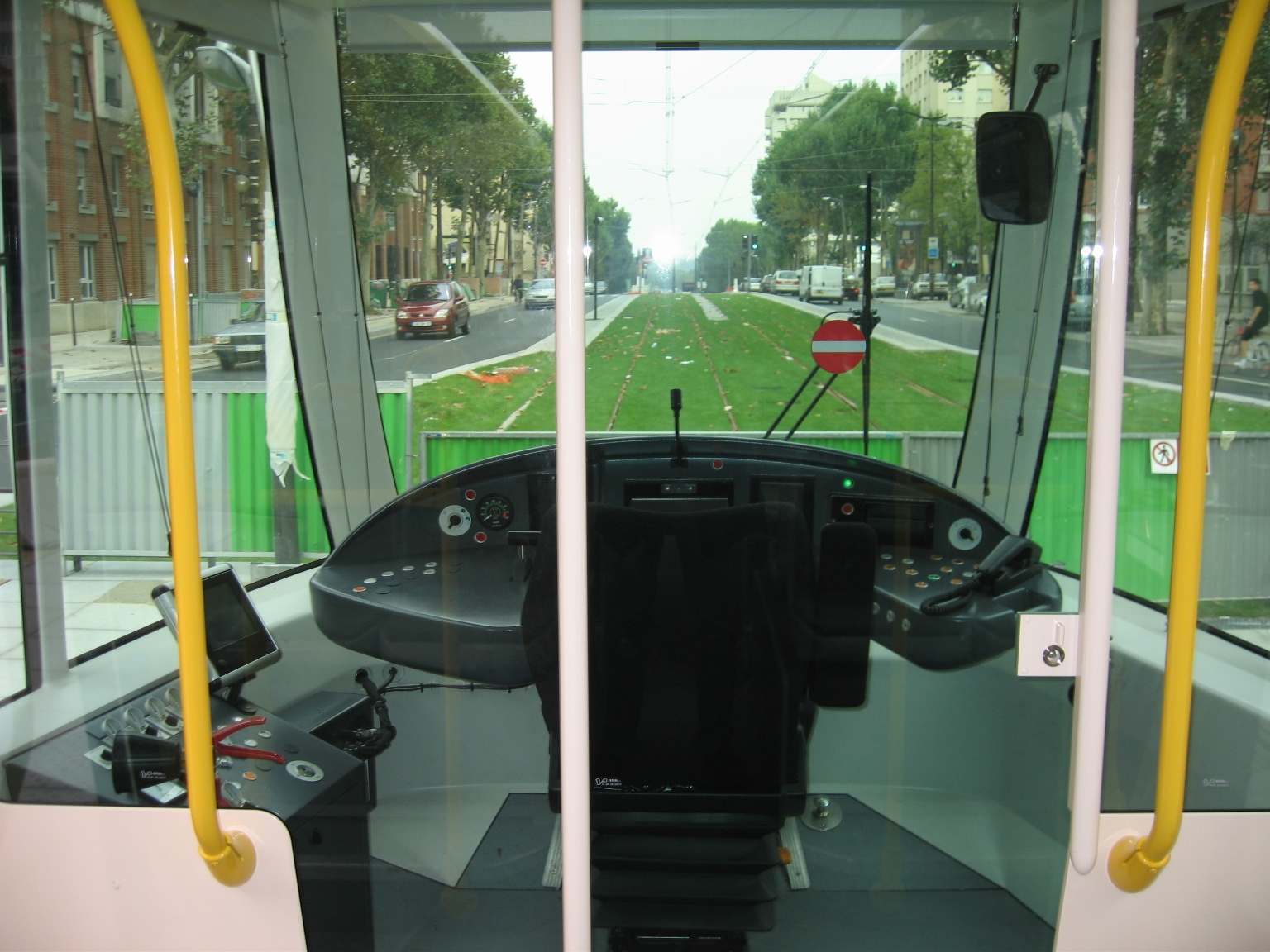
Cabine de conduite du Citadis 402 sur la ligne T3a.

La conduite sur la ligne se fait en « conduite à vue ». On trouve seulement des panneaux de limitation de vitesse, des signaux de protection d'itinéraires et des signaux protégeant le franchissement des carrefours. Pour ces derniers, la voirie est équipée de signaux tricolores classiques de type R11 tandis que la ligne est équipée de signaux de type R17 et R18 associés à la signalisation routière.
Sur un fond noir, une barre horizontale de couleur blanche signale l'arrêt, un rond blanc annonce un signal d'arrêt et une barre verticale blanche la voie libre. Une signalisation (ou un système) d'aide à la conduite (SAC) complète ces signaux, un losange lumineux signalant la prise en charge de la demande de priorité au carrefour.
Les signaux de protection d'itinéraires ou signaux d'exploitation se situent avant les appareils de voies (aiguillages). Les panneaux de limitation de vitesse se présentent quant à eux comme des panneaux carrés avec des chiffres noirs sur fond blanc. Enfin, les indicateurs de coupure de courant sont implantés en amont de chaque secteur d'alimentation de la ligne aérienne de contact (LAC). Deux ronds blancs alignés en position verticale annoncent une ligne alimentée, alignés en position horizontale une ligne non alimentée.
Les machinistes du T3 ont commencé leur formation le 2 mai 2006. Quatre-vingt-dix personnes au total ont été formées à la conduite sur la ligne. Pour assurer la conduite des rames sur le prolongement jusqu'à Porte de la Chapelle, soixante nouveaux conducteurs, tous issus de la conduite des bus, ont été formés en octobre 2012. Recrutés sur la base du volontariat et remarqués pour leur faible taux d'accidentologie, ils ont bénéficié de trois semaines de formation, portant sur la réglementation ferroviaire, les procédures à suivre en cas d'incident ou encore la pratique spécifique aux réseaux ferroviaires de l'appareil de voie, qui permet d'aiguiller les rames.

### Régulation du trafic (priorité tramway)

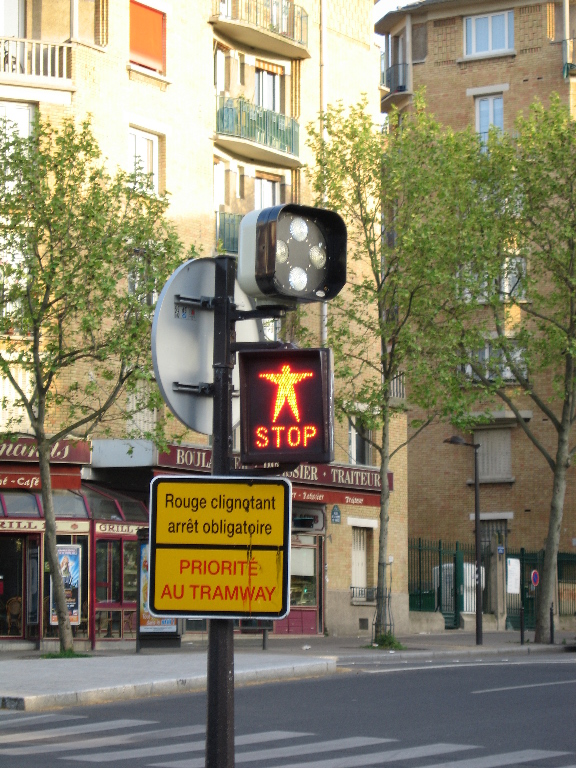
Signalisation piétons et indicateur d'alimentation.

Le tramway est toujours prioritaire aux carrefours.
Chaque contrôleur de carrefour, automate spécialisé destiné à la gestion des feux de circulation en régulation de trafic, suit en temps réel l'arrivée des différentes rames sur les lignes de feux des voies tramway (gestion de délais d'approche en secondes), et adapte dynamiquement (prolongation ou raccourcissement) les durées des deux phases de circulations des voitures (Maréchaux et radiales) afin de faire passer la rame sans qu'elle ait à s'arrêter à aucun carrefour. Pour ce faire, le contrôleur gère un algorithme de priorité tramway. Les contrôleurs continuent à fonctionner en mode coordonné entre chaque passage de tramway.
Tous les contrôleurs communiquent en ethernet sur un réseau « fibre optique » dédié. Ils s'échangent des tables de détections de boucles électromagnétiques (avec reconnaissance de balise numérique présente sur chaque rame, la détection magnétique temporisée servant en secours).
Un poste central de régulation du trafic permet d'exploiter la ligne en surveillant tous les contrôleurs et en permettant de régler certains paramètres (temps d'arrêts en stations, temps d'approche pour chaque point de détection, etc.) Ce système permet de grandement faciliter la phase de mise au point de la ligne durant la marche à blanc (fonctionnement sans passagers) afin de minimiser les interventions sur le terrain. Les temps d'arrêt en stations sont pris en compte suivant des durées fixées de manière statistique dans des tables horaires (les délais d'approche finaux calculés par le PC et transmis aux contrôleurs tiennent compte de ces durées).
Certains carrefours sont équipés de caméras vidéo effectuant une analyse visuelle afin de déterminer une éventuelle occupation prolongée de la plate-forme tramway par des véhicules qui la traversent. Ceci permet d'anticiper le passage au rouge pour les feux concernant ces véhicules, afin que le tramway ne se retrouve pas bloqué lors de son arrivée, ce qui annulerait l'effet de la priorité assurée pour franchir le feu.
De par la réduction du nombre de files de circulation, il était attendu une baisse de la circulation automobile de 25 %. Cette réduction atteint 50 % sur les boulevards des Maréchaux quatre ans après la mise en service, selon la mairie de Paris, avec une diminution de l'accidentologie qui atteint 40 %. L'économiste Rémy Prud'homme considère toutefois que le tramway n'a engendré presque aucun transfert de la voiture vers les transports en commun, mais qu'il a plutôt dévié les automobiles vers les autres axes et notamment le boulevard périphérique.

### Ateliers

Plan des voies de la ligne et des ateliers de Lucotte, avant son extension à Porte de Vincennes.

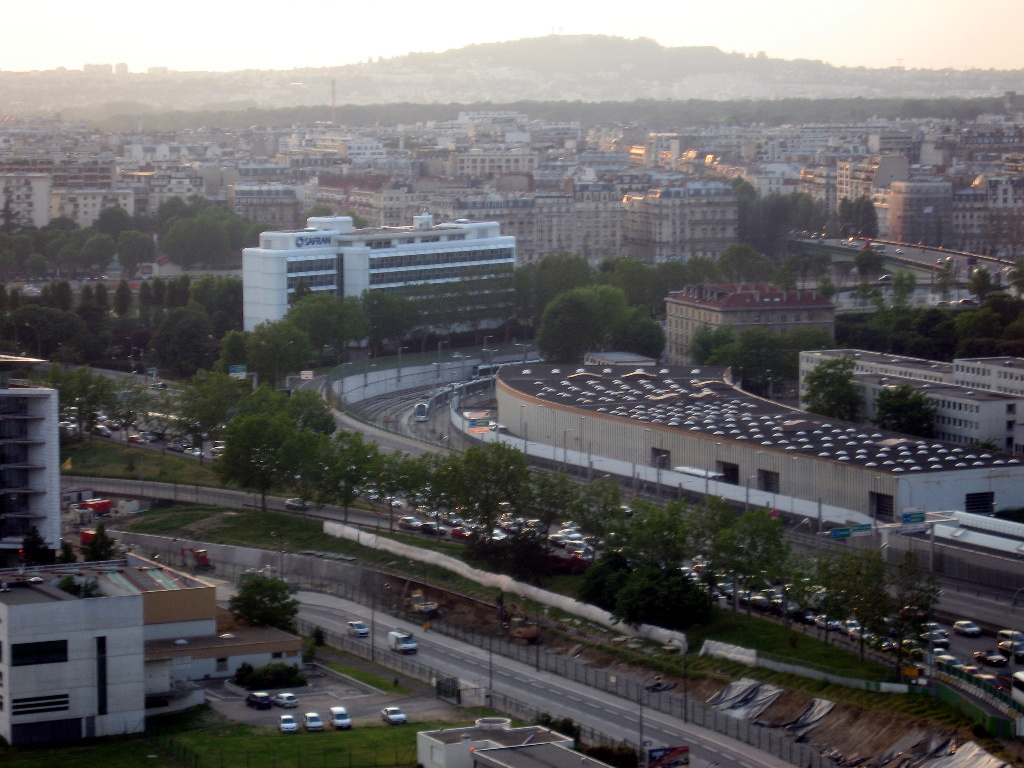
Les ateliers de Lucotte.

Près de la station Balard part une voie qui se dirige vers les ateliers de maintenance du T3 dits ateliers de Lucotte (48° 50′ 06″ N, 2° 16′ 27″ E), se trouvant entre la rue du Général-Lucotte (fermée à la circulation pour devenir une voie de service) et le boulevard périphérique et dont l'entrée est située au sud de l'avenue de la Porte-de-Sèvres.
Ce complexe de 1,8 hectare sert de remisage aux vingt et une rames de tramway, ainsi que de centre de maintenance. Il comprend un ensemble de trois bâtiments. La halle d'entretien accueille quatre voies dont deux sur fosses et trois avec passerelle d'accès à la toiture des rames. C'est là que se déroulent les opérations d'inspection, de réparation ou encore le reprofilage (« réalésage ») des roues en fosse afin de limiter les risques pour la sécurité et les nuisances sonores. Un bâtiment de nettoyage sert aux opérations de nettoyage tant extérieures qu'intérieures des rames ainsi qu'au remplissage des sablières.
Au fond des ateliers, après les voies de garage, se trouve le centre d'exploitation de la ligne, abritant le poste de commandement de la ligne (PCL). C'est dans ce local que le régulateur assure l'exploitation en temps réel de la ligne en liaison radio avec les conducteurs, assisté par le système d'aide à l'exploitation (SAE). Cet outil fournit plusieurs informations telles que la position exacte des rames et la position des traversées routières. Il permet en outre d'informer les voyageurs et de gérer la maintenance des rames. Une sortie piétonne est proche de la station Pont du Garigliano, terminus ouest de la ligne.

### Tarification et financement
La tarification de la ligne est identique à celle en vigueur sur tout le réseau du tramway d'Île-de-France. Un ticket « bus-tram », qui remplace le ticket t+ au 1er janvier 2025, permet un trajet simple quelle que soit la distance, avec une ou plusieurs correspondances possibles avec les autres lignes de bus et de tramway pendant une durée maximale de 1 h 30 entre la première et dernière validation. En revanche, un ticket validé dans un bus ne permet pas d'emprunter le métro, ni le Transilien et le RER. Une exception existe à titre temporaire pour l'emprunt des T11 à T13, précédemment accessibles avec le billet origine-destination, où le ticket « métro-train-RER » est nécessaire.
Le financement du fonctionnement de la ligne (entretien, matériel et charges de personnel) est assuré par l'exploitant. Cependant, les tarifs des billets et abonnements dont le montant est limité par décision politique ne couvrent pas les frais réels de transport. Le manque à gagner est compensé par l'autorité organisatrice, Île-de-France Mobilités, présidée depuis 2005 par le président du Conseil régional d'Île-de-France et composé d'élus locaux. Elle définit les conditions générales d'exploitation ainsi que la durée et la fréquence des services. L'équilibre financier du fonctionnement est assuré par une dotation globale annuelle aux transporteurs de la région grâce au versement mobilité payé par les entreprises et aux contributions des collectivités publiques.

Logo de la ligne 3a du tramway pour Île-de-France Mobilités.

La construction de cette troisième ligne de tramway en Île-de-France a coûté un peu plus de 311 millions d'euros, financée par :

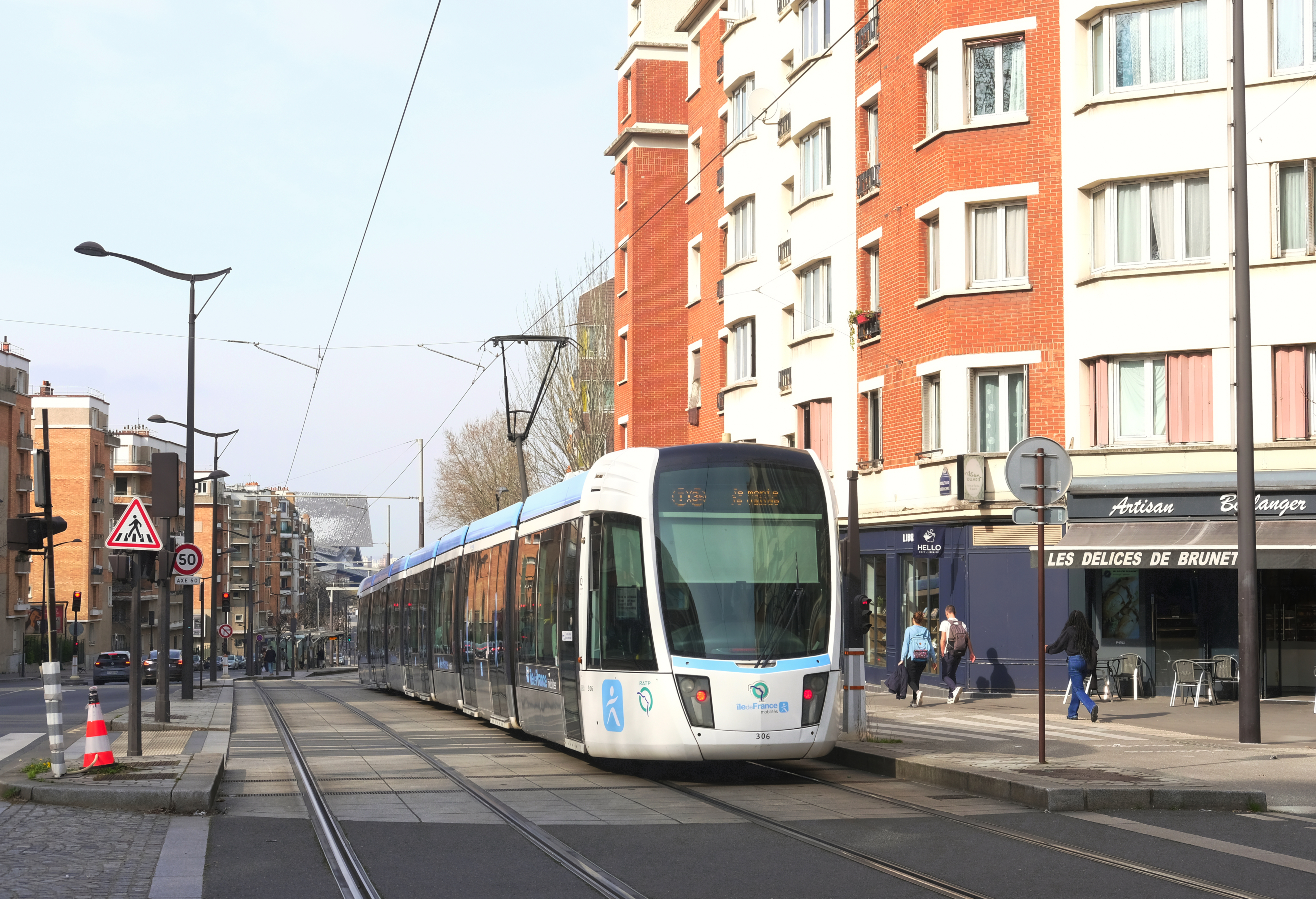
La rame n° 306 en livrée Île de France mobilités, remplacent l'ancienne aux couleurs de la RATP en anticipation de l'ouverture à la concurrence de cette ligne.

- La rame n° 306 en livrée Île de France mobilités, remplacent l'ancienne aux couleurs de la RATP en anticipation de l'ouverture à la concurrence de cette ligne.la Ville de Paris, avec 93,7 millions d’euros (30 %) dont 49,3 millions pour le financement de la ligne et 44,4 millions dans la requalification urbaine qui comprend les aménagements qualitatifs du système de transport et la requalification urbaine des boulevards ;
- la RATP, avec 85,73 millions d’euros (27,5 %) dont 32,73 millions pour le financement de la ligne et 52,8 millions pour l'achat des rames ;
- le Conseil régional d'Île-de-France, avec 81,32 millions d’euros (26 %) ;
- l'État, qui a versé 50,76 millions d’euros (16,5 %) pour le financement de la ligne.

Le STIF verse chaque année 8,9 millions d'euros pour l'exploitation de la ligne.

### Trafic
| Année                             | 2007 | 2008 | 2009 | 2010 | 2011 | 2012 | 2013 | 2014 | 2015 | 2016 | 2017 | 2018 | 2019 | 2020 | 2021 | 2022 | 2023 |
| Nombre de voyageurs (en millions) | 27   | 33   | 34   | 37   | 40   | 40   | 53   | 59   | 61   | 64   | 66   | 68   | 68   | 41   | 50   | 61   | 66   |

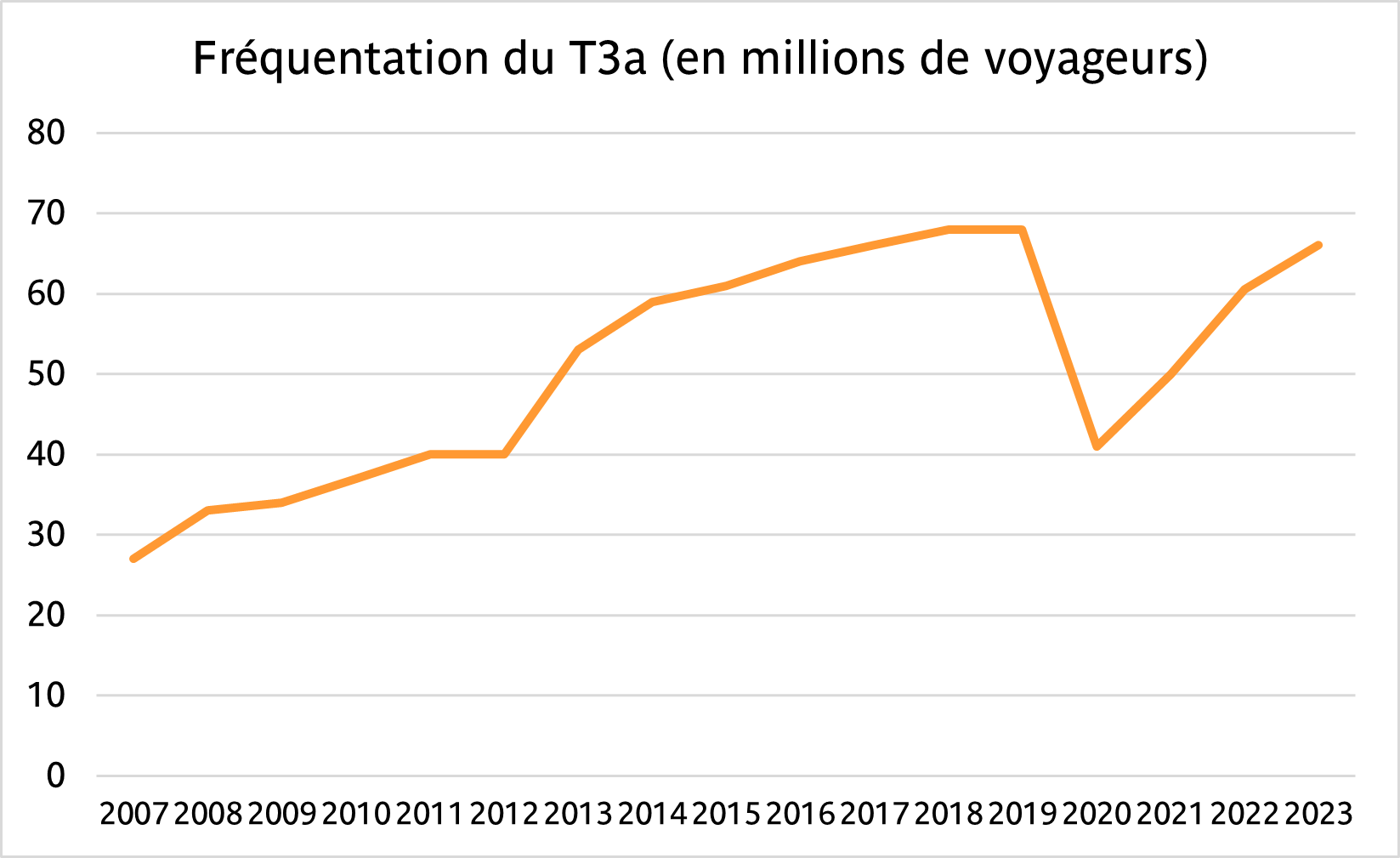
Fréquentation de la ligne T3a.

En 2006, avant l'ouverture du tramway, le bus PC 1 qu'il remplace transportait quotidiennement 52 000 voyageurs. En 2007, il y avait en moyenne 100 000 voyageurs chaque jour de semaine et 70 000 le week-end. Des chiffres plus récents confirment la tendance à la hausse de la fréquentation du T3 avant même son prolongement : on comptait 146 000 voyageurs par jour début 2011. Elle était ainsi devenue, devant la ligne T1, la ligne de tramway la plus fréquentée d'Île-de-France qui comptait, en 2009, 115 000 voyageurs par jour.
Cependant, la RATP n'a toujours pas atteint ses objectifs de vitesse et de régularité, alors que la ligne semble dépasser toutes les espérances en matière de trafic.
Le prolongement de la ligne à Porte de Vincennes devrait apporter 65 000 voyageurs supplémentaires par jour selon le STIF.

## Projets d'extension

Carte montrant le tracé des T3a et T3b à Paris à la suite du prolongement à Porte Dauphine en avril 2024.

Le 5 avril 2024, après l'ouverture de l'extension de Porte d'Asnières à Porte Dauphine de la ligne T3b, le tronçon manquant pour faire le tour de Paris relie la Porte Dauphine au Pont du Garigliano.
Un autre prolongement de Porte de Vincennes à Place de la Nation était envisagé (T3a ou T3b) pour l'année 2020. Ce projet n'a jamais vu le jour et sa réalisation semble aujourd'hui peu probable.

### Prolongements vers l'ouest

#### Du pont du Garigliano à la porte Dauphine
En raison d'une forte opposition au projet, exprimée par les riverains lors du débat public sur le prolongement du T3 entre Pont du Garigliano et Porte d'Auteuil, le projet de prolongement a été reporté sine die. Les habitants du 16e arrondissement de Paris estiment que le prolongement du tramway serait d'un coût excessif, ne correspond pas à une réelle demande de transports, sera destructeur de places de stationnement et mettra en péril le commerce local le temps de la durée des travaux. Concernant la section entre la porte d'Auteuil et la porte Dauphine, la présence de la ligne C du RER a été jugée suffisante, le trafic estimé étant largement inférieur à celui prévu pour l'extension à l'est. Pour l'heure c'est la ligne de bus PC qui assure la desserte entre pont du Garigliano et porte Dauphine.
Île-de-France Mobilité prévoit tout de même le lancement d'études de faisabilité du bouclage de la double-ligne d'ici la fin de l'année 2024. Deux variantes sont évoquées entre le pont du Garigliano et la porte d'Auteuil. L'une directe empruntant le boulevard Exelmans et l'autre qui ferait un détour par la porte de St Cloud. Cette dernière aurait pour avantage une desserte directe sur le parc Rolland Garros en plus de limiter l'abattage d'arbres.

## Lieux desservis

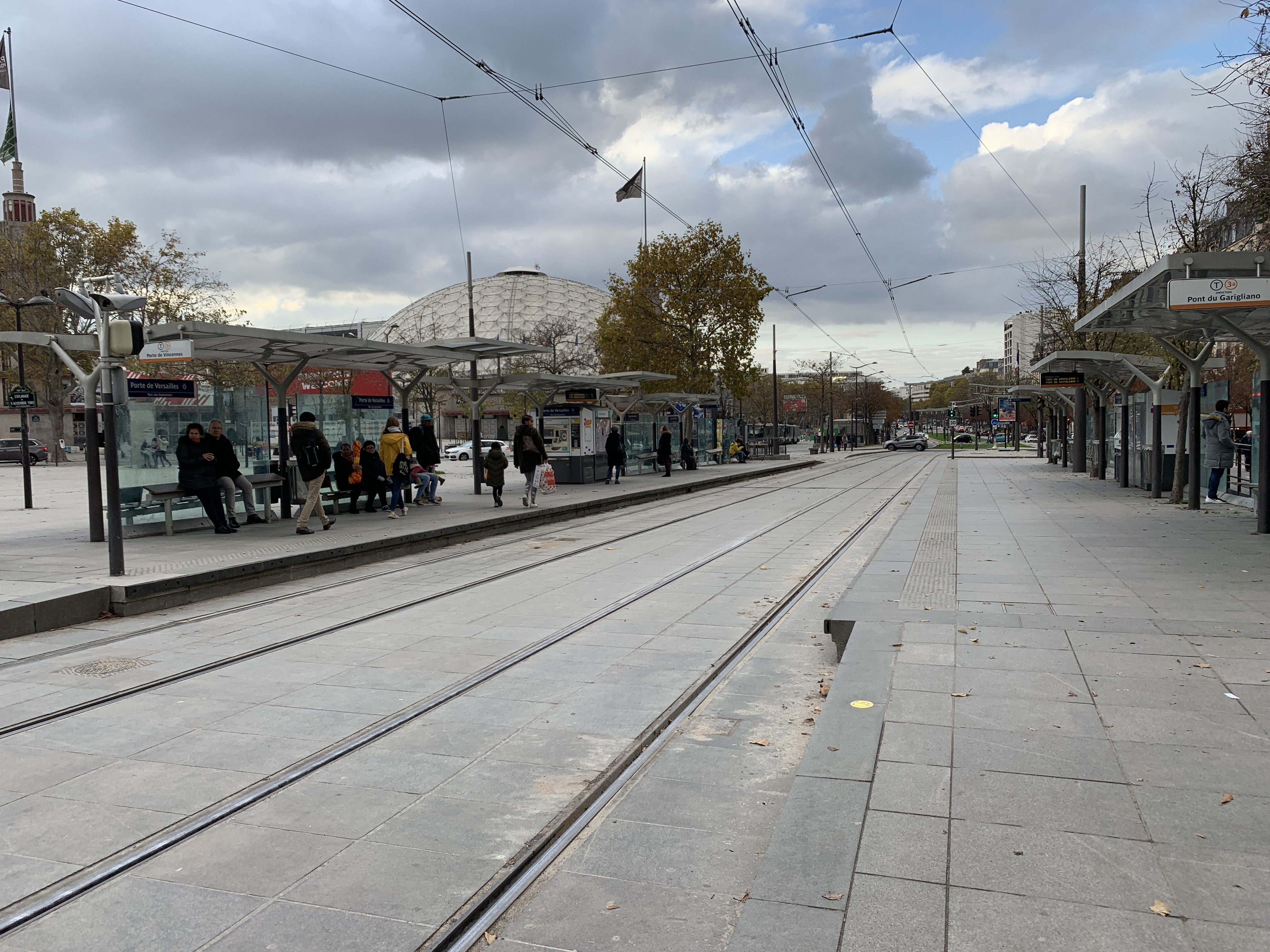
La station Porte de Versailles en novembre 2019. avec le Dôme du Palais des Sports en arrière-plan.

La ligne T3a dessert, de l'ouest à l'est , les lieux suivants :
- le siège de France Télévisions et l'hôpital européen Georges-Pompidou  (station Pont du Garigliano) ;
- le parc André-Citroën (stations Pont du Garigliano et Balard) ;
- l'Aquaboulevard, l'Hexagone Balard, la Direction générale de l'Aviation civile, l'Héliport de Paris - Issy-les-Moulineaux (station Balard) ;
- le parc des expositions de Paris et le Palais des Sports (station Porte de Versaillles) ;
- le marché aux puces de la porte de Vanves (station Porte de Vanves) ;
- la Cité internationale universitaire de Paris et le parc Montsouris (stations Montsouris et Cité Universitaire) ;
- le stade Charléty (station Stade Charléty) ;
- le parc Kellermann (stations Poterne des Peupliers et Porte d'Italie) ;
- le quartier asiatique de Paris du 13e arrondissement (stations Porte d'Italie, Porte de Choisy et Porte d'Ivry) ;
- la Bibliothèque nationale de France en empruntant l'avenue de France et le quartier de Paris Rive Gauche (station Avenue de France) ;
- le centre commercial de Bercy 2 (station Baron le Roy) ;
- le bois de Vincennes et la foire du Trône (stations Porte de Charenton et Porte Dorée) ;
- le musée de l'Histoire de l'immigration, le parc zoologique de Paris et l'aquarium du palais de la Porte-Dorée (station Porte Dorée) ;
- la coulée verte René-Dumont (station Montempoivre) ;